# Porsche 911

Aktuelles Logo des Modells 911

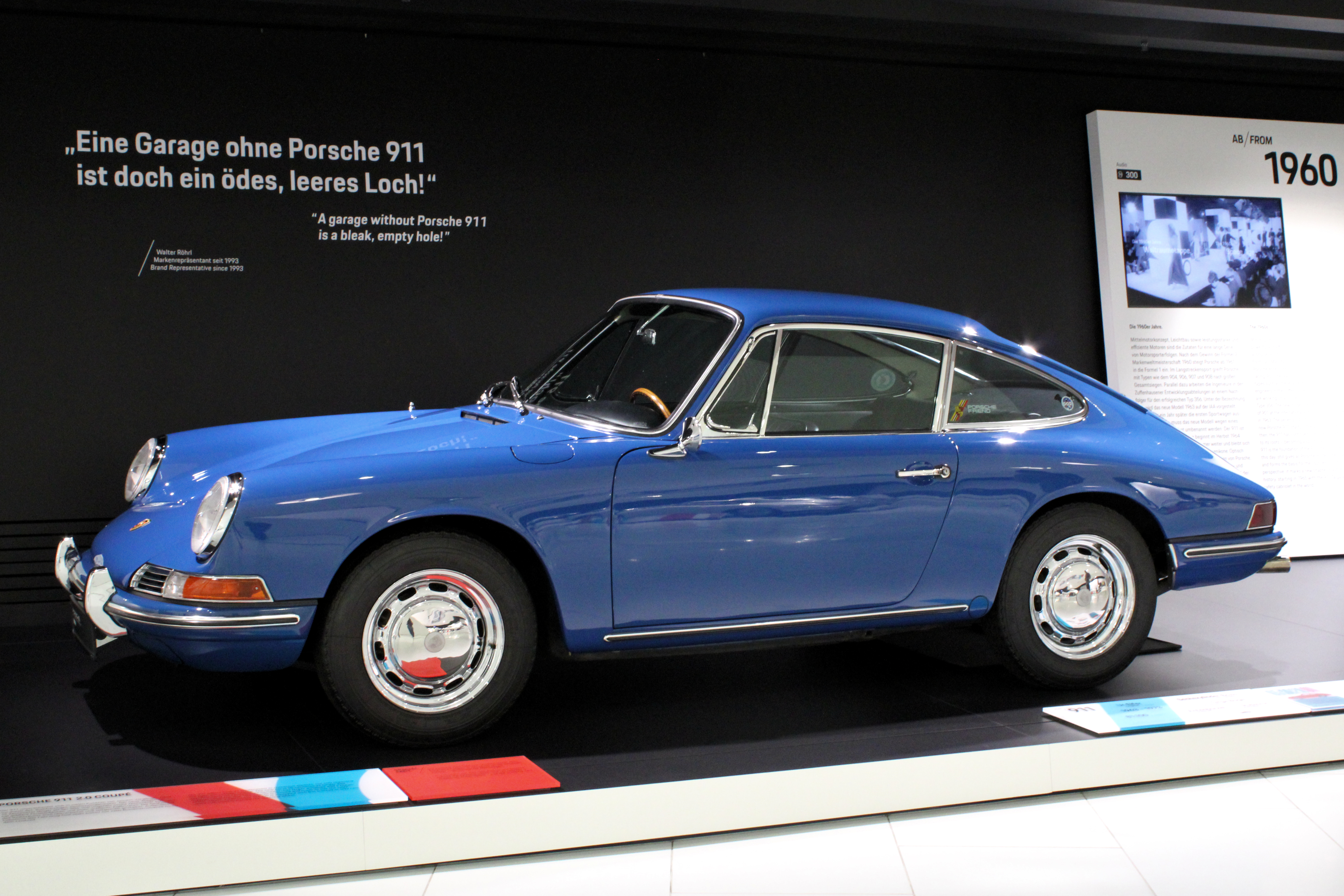
Porsche 911 – Modelljahr 1964

Der Porsche 911, kurz auch Neunelfer oder nur Elfer genannt, ist der bekannteste Sportwagen von Porsche und gilt als Inbegriff der Marke. Die neueste Modellreihe 992 ist seit 2019 erhältlich.
Der erste 911 wurde am 12. September 1963 auf der IAA in Frankfurt am Main als Nachfolger des Porsche 356 mit der Bezeichnung Porsche 901 vorgestellt. Da dreistellige Zahlen mit einer Null in der Mitte von Peugeot als Typbezeichnung geschützt waren, kam der Wagen im Jahr 1964 als Porsche 911 auf den Markt.
Der Wagen ist ein typischer 2+2-Sitzer mit zwei Sitzen und zwei Notsitzen. Angetrieben wird er von einem 6-Zylinder-Boxermotor im Heck. Mit der Heckmotorbauweise führt der 911 ein klassisches Konstruktionsprinzip fort, das sich bereits bei früheren Porsche-Entwicklungen findet, beispielsweise beim VW Käfer und beim Porsche 356. Der Porsche 911 hat in der Regel einen Heckantrieb; seit 1989 werden auch Fahrzeuge mit Allradantrieb (Carrera 4) angeboten. Spitzenmodell ist seit 1974 der mit einem Turbomotor ausgestattete 911 Turbo. Seit 1995 wurde darüber hinaus der 911 GT2, eine gewichtsoptimierte und leistungsgesteigerte Version des 911 Turbo, in einer Kleinserie produziert.
Karosserievarianten des Porsche 911 sind das Coupé, das Cabriolet und der Targa. In den Jahren von 1989 bis 1993 und 2010 wurde zusätzlich eine als Speedster bezeichnete Roadster-ähnliche Variante in Kleinserie produziert. Dieser Name geht auf die im September 1954 erschienene Version des Porsche 356 mit flacher Windschutzscheibe, Steckscheiben in den Türen, Schalensitzen und voll versenkbarem Verdeck zurück.
Der Porsche 911 und seine Ableger, wie etwa die Modelle Porsche 934 und 935, wurden in der Vergangenheit erfolgreich als Rennwagen in der Sportwagen-Weltmeisterschaft und der Deutschen Rennsport-Meisterschaft eingesetzt. Heute sind Rennwagen auf 911er-Basis hauptsächlich in Markenpokalen wie dem Carrera Cup im Einsatz.

## Entstehungsgeschichte

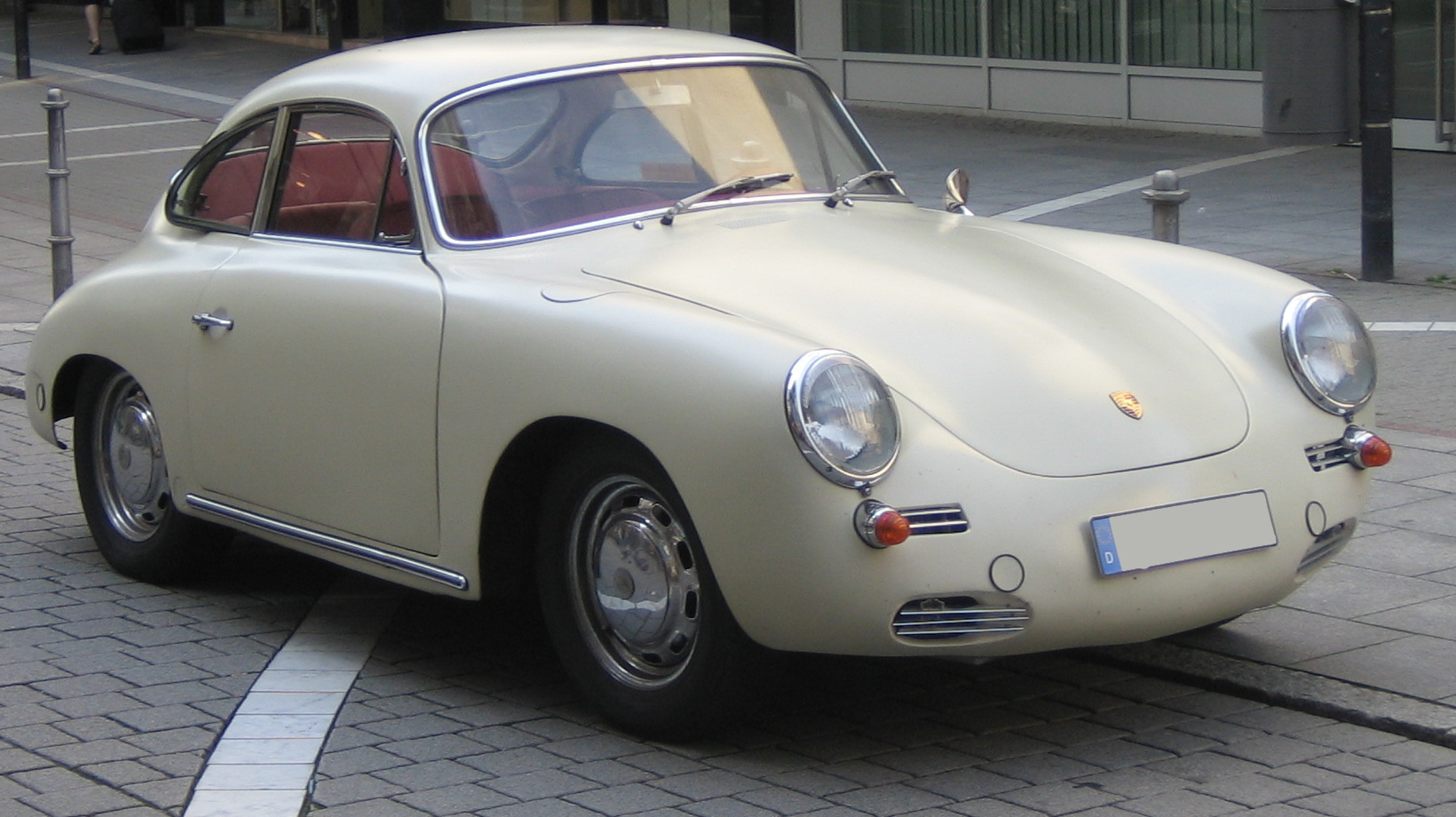
Das Vorgängermodell des Porsche 911, der Porsche 356

Ende der 1950er-Jahre begann Porsche einen Nachfolger des 356 zu entwickeln, der bereits seit 1950 nahezu unverändert hergestellt wurde und nicht mehr dem Stand der Zeit entsprach. Vor allem ließ sich der 4-Zylinder-Boxermotor konstruktionsbedingt nicht mehr kostendeckend weiterentwickeln und herstellen. Er war mit zwei Litern am Ende seiner Hubraum- und Leistungsentwicklung.
Das neue Modell sollte dem betagten 356 in allen Bereichen überlegen sein, ohne die typische Grundform eines Porsche aufzugeben. Als Leiter der Porsche-Karosseriekonstruktionsabteilung wurde zunächst Erwin Komenda betraut, das Design des Porsche Typ 901 zu entwickeln. Zeitgleich entwickelte auch Ferdinand Alexander Porsche (Ferdinand junior, genannt Butzi), der Sohn von Ferry Porsche, ein Modell des neuen Wagens, wobei er sich an die wenigen Vorgaben zu halten hatte, unter anderem Radstand nicht länger als 2,20 m, Motor und Antrieb hinten. Dabei beeinflussten sich beide Designer mit ihren Entwürfen. Letztlich bekam der Entwurf von Ferdinand junior den Zuschlag, weil er dem Charakter eines Porsche-Automobils am besten entsprach und die Verwandtschaft zum 356 sofort erkennbar war.
Der neue Wagen war etwa 15 Zentimeter länger als der 356, aber auch ungefähr sechs Zentimeter schmaler, hatte größere Fensterflächen, die zu einer verbesserten Rundumsicht verhalfen, und einen größeren Kofferraum. Auch die Gestaltung des Innenraums wurde überarbeitet und dem Geschmack der 1960er-Jahre angepasst. Außer moderner Technik mit vorderen Dämpferbeinen und Querlenkern statt der Kurbellenkerachse und einer hinteren Schräglenkerradaufhängung anstelle der Pendelachse war der Antrieb die bedeutendste Veränderung, die der 901 beziehungsweise 911 bot. Der Motor war ein 2-Liter-Sechszylinder-Boxer mit obenliegenden Nockenwellen statt eines Vierzylinders, dessen Ventile (außer im 356 Carrera) eine untenliegende Nockenwelle über Stoßstangen und Kipphebel betätigte. Der neue Motor leistete 96 kW (130 PS) bei 6100/min. Den Benzinverbrauch gab Porsche in den ersten Verkaufsprospekten mit 11–14 Liter auf 100 km an. Das Geräusch des luftgekühlten Motors mit Trockensumpfschmierung war bereits der unverwechselbare Klang des 911. Verantwortlich für die Entwicklung dieses Porsche-Motors war der ehemalige Porsche-Motorenchef Hans Mezger, der später unter anderem den Porsche 917 und den TAG-McLaren-Motor konstruierte, mit dem der englische Rennstall dreimal nacheinander die Formel-1-Weltmeisterschaft gewann.

## Modellentwicklung
Der Porsche 911 wurde im Lauf seiner sechzigjährigen Geschichte kontinuierlich weiterentwickelt.

### 1. Generation: Porsche 911 Urmodell (1963–1973)

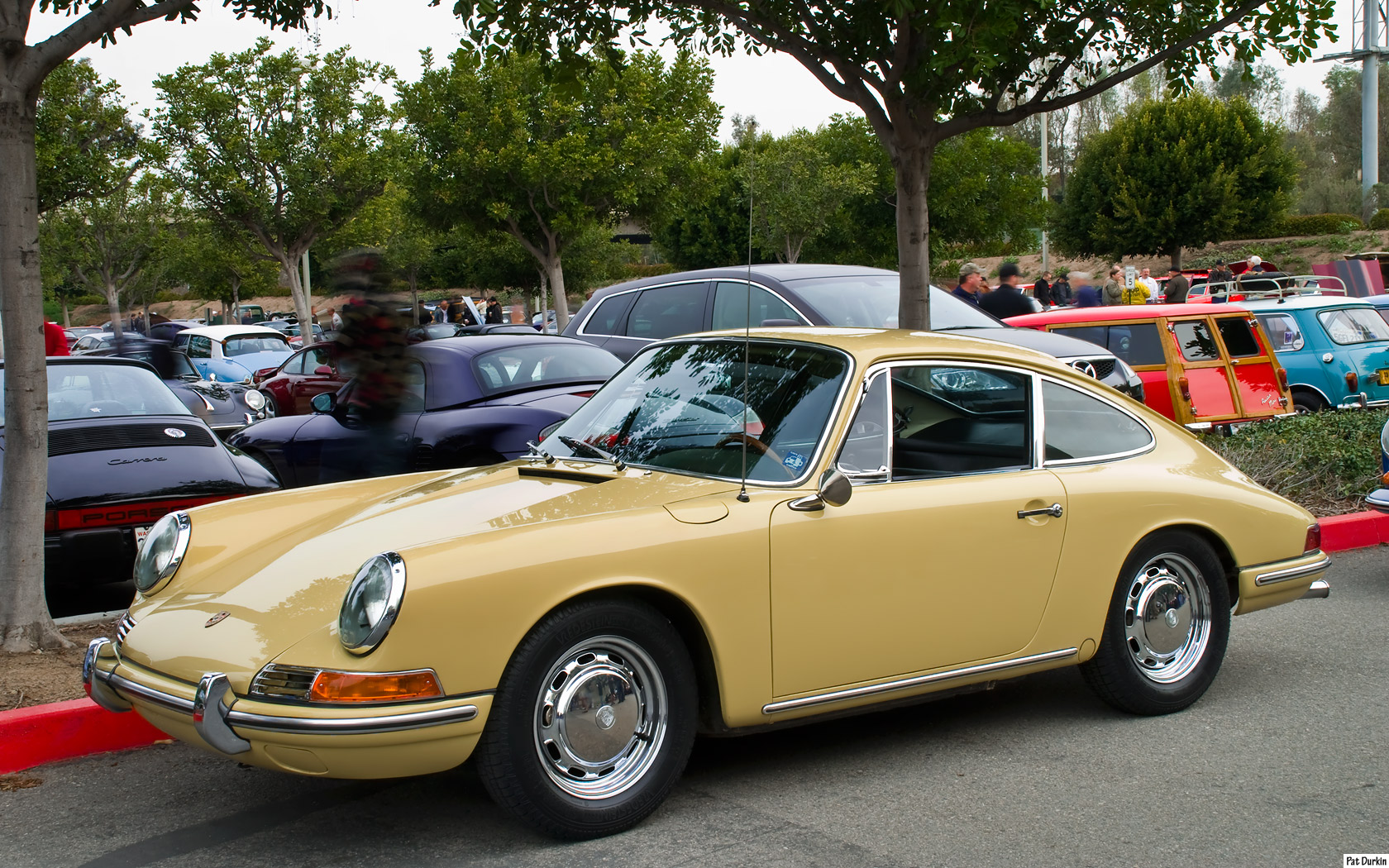
Porsche 911 (Urmodell) mit zeitgenössischer Lackierung der 1960er Jahre

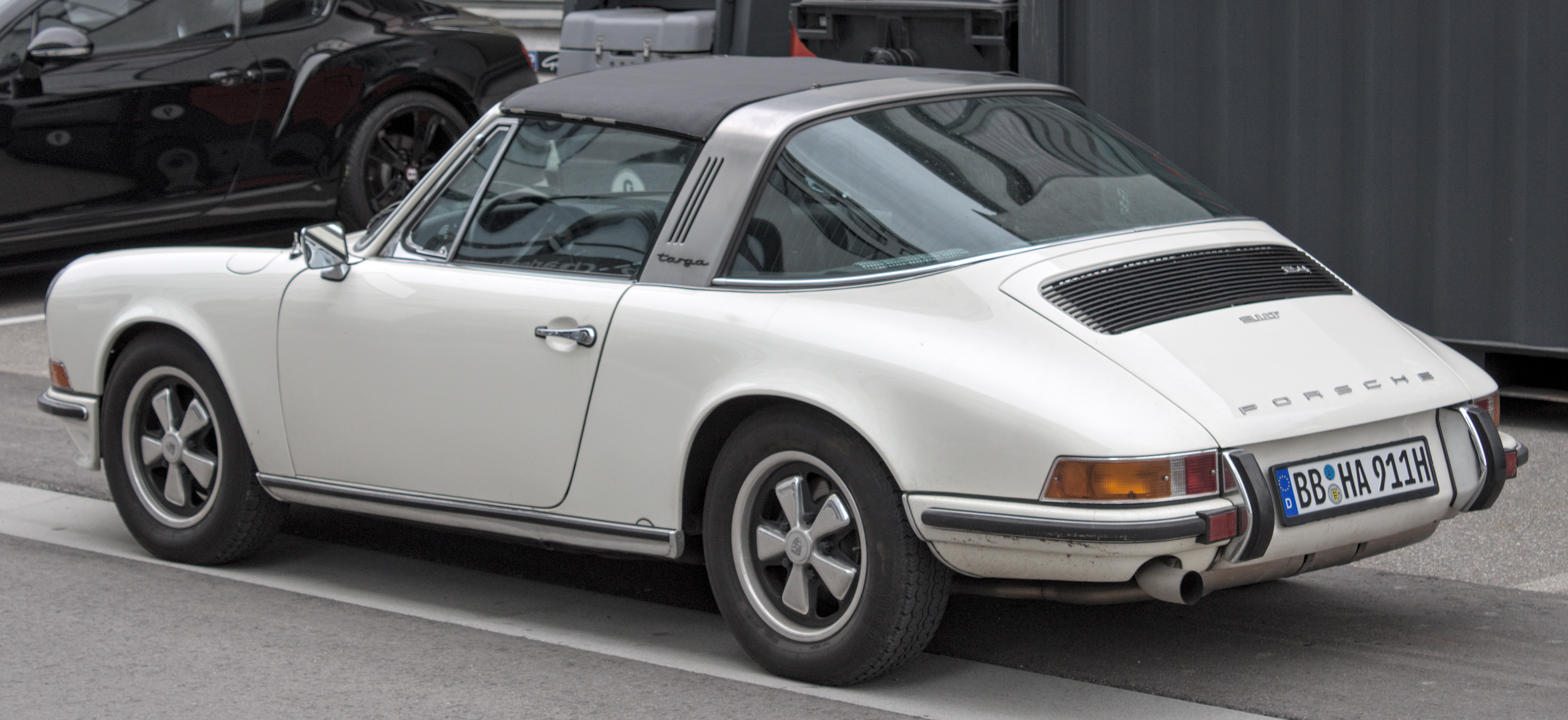
Porsche 911 Targa mit breitem Überrollbügel

Die ab September 1964 in Serie gebaute erste 911-Version war das auf der IAA 1963 vorgestellte sogenannte Urmodell mit einem 130 PS leistenden 2-Liter-Sechszylinder-Boxermotor. Parallel blieb der bisherige Vierzylinder im Angebot, diese Fahrzeuge wurden als Porsche 912 verkauft. Anders als der in Karosserie und Fahrwerk noch auf dem VW Käfer basierende Porsche 356 hatten der 911 und 912 eine selbsttragende Karosserie und Radaufhängungen mit Dreiecksquerlenkern und Dämpferbeinen vorn und Schräglenkern hinten sowie Zahnstangenlenkung.
Im Sommer 1966 (Modelljahr 1967) kam der hubraumgleiche, aber stärkere 911 S hinzu. Der höher verdichtete Motor dieser sportlicheren Version leistete 118 kW (160 PS) und sie war umfangreicher ausgestattet als das einfache Modell. Zeitgleich wurde zusätzlich zum Coupé das Targa ergänzt.
Das 911-Basismodell mit 130-PS-Motor bekam im Modelljahr 1968 die Bezeichnung 911 L (Luxus); gleichzeitig war als vergleichsweise günstiges Modell der 911 T (Touring) mit 110-PS-Sechszylinder-Boxermotor und Vierganggetriebe (sonst 5-Gang) erhältlich. Der 911 L mit Vergasermotor wurde ab Modelljahr 1969 vom 911 E mit 103 kW (140 PS) Leistung und mechanischer Saugrohreinspritzung ersetzt, die Porsche auch im ab dann 125 kW (170 PS) starken 911 S verwendete. Durch Vergrößerungen des Hubraums stieg die Motorleistung der einzelnen Modelle in den Folgejahren weiter. Außer in der Motorleistung unterschieden sich die Modelle T, E und S auch in der Ausstattung.
Im Oktober 1972 wurde auf dem Pariser Autosalon eine besondere Sportversion des 911 vorgestellt, der Carrera RS 2.7.
Seit 2009 fertigt das kalifornische Unternehmen Singer Vehicle Design diesem Modell äußerlich ähnliche Restomod-Fahrzeuge auf Basis des Porsche 964.

### 2. Generation: Porsche 911 G-Modell (1973–1989)

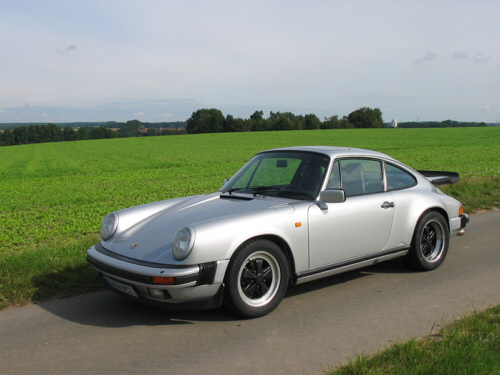
Porsche 911 Carrera (G-Modell) mit optionalem Spoilerpaket

Für das Modelljahr 1974 wurde der 911 grundlegend überarbeitet. (Beginnend mit dem Modelljahr 1968, der A-Serie, wurde jeder Jahrgang bis 1979 (M-Serie; der Buchstabe I wurde nicht vergeben) mit einem fortlaufenden Buchstaben des Alphabets bezeichnet. Der Jahrgang 1980 hatte die Bezeichnung A-Programm). Obwohl strenggenommen nur die Fahrzeuge des Modelljahres 1974 die G-Serie bilden, werden allgemein sämtliche 911er der Jahrgänge 1974 bis 1989 als G-Serie beziehungsweise G-Modell bezeichnet.
Auffälligstes äußeres Erkennungsmerkmal sind die höheren und wuchtigeren Stoßstangen, die über schwarze Kunststoff-Faltenbälge in die Karosserie übergehen. Sie waren notwendig, um neue Vorschriften der US-amerikanischen NHTSA zu erfüllen. Diese bestimmten, dass ein Front- oder Heckaufprall auf ein festes Hindernis bis zu einer Geschwindigkeit von 5 mph (8 km/h) keine Karosserieschäden zur Folge haben dürfe. Um diese Auflage zu erfüllen, waren bei Wagen für den US-Markt die Stoßstangen über hydraulische Pralldämpfer mit dem Fahrzeugkörper verbunden. Die Pralldämpfer wurden bei Modellen, die nicht für den US-Export bestimmt waren, durch günstigere Prallrohre ersetzt. Diese mussten nach Parkremplern ausgetauscht werden, was bei den rückstellenden Pralldämpfern nicht nötig war. Die Pralldämpfer konnten als Extra bestellt werden.
Der Wagen war nur noch in den Varianten 911, 911 S sowie dem neuen Topmodell 911 Carrera auf dem Markt. Auch bei den schwächer motorisierten Varianten wurde der Hubraum des weiterhin luftgekühlten Sechszylinder-Boxermotors auf 2,7 Liter vergrößert. Der 911 leistete 110 kW (150 PS), der 911 S 128 kW (175 PS) und der Carrera 154 kW (210 PS). Dieser war mit der Maschine aus dem RS bestückt und wurde in ähnlicher Stückzahl produziert (Coupé: 1534 Exemplare, Targa: 610 Exemplare). Wie bei seinem Vorgänger war die Karosserie des neuen Carrera zur Aufnahme der größeren Bereifung an den hinteren Kotflügeln um insgesamt 42 mm verbreitert. Wo die Zulassungsvorschriften es erlaubten, war er außerdem mit einer Frontspoilerlippe und einem markanten, auf die Motorhaube aufgesetzten Abrisskante ausgerüstet. Der neue Carrera war mit 1075 kg genauso schwer wie der 911 RS touring und bot daher die gleichen Fahrleistungen.
Zum Modelljahr 1976 wurde der Hubraum des 911 Carrera auf 3 Liter erhöht. Bei einer Drehzahl von 6000/min leistete der Motor bei dieser Version 147 kW (200 PS), also etwas weniger als beim Vorgängermodell Carrera 2.7 RS. Der Motor mit 110 kW (150 PS) wurde nicht mehr angeboten. Der schwächste erhältliche Motor war die 2,7-Liter-Maschine des Vorjahres-911 S, deren Leistung jetzt ohne technische Änderung mit 121 kW (165 PS) angegeben wurde. Die für beide Modelle auf Wunsch lieferbare halbautomatische Sportomatic hatte nur noch drei Gänge. Tragende Karosserieteile waren beidseitig feuerverzinkt und Porsche konnte daher eine Langzeitgarantie von sechs Jahren gegen Durchrostung anbieten.
In den USA wurde im Modelljahr 1976 der 912 E mit dem 1971-cm³-Motor von VW aus dem Porsche 914 angeboten.

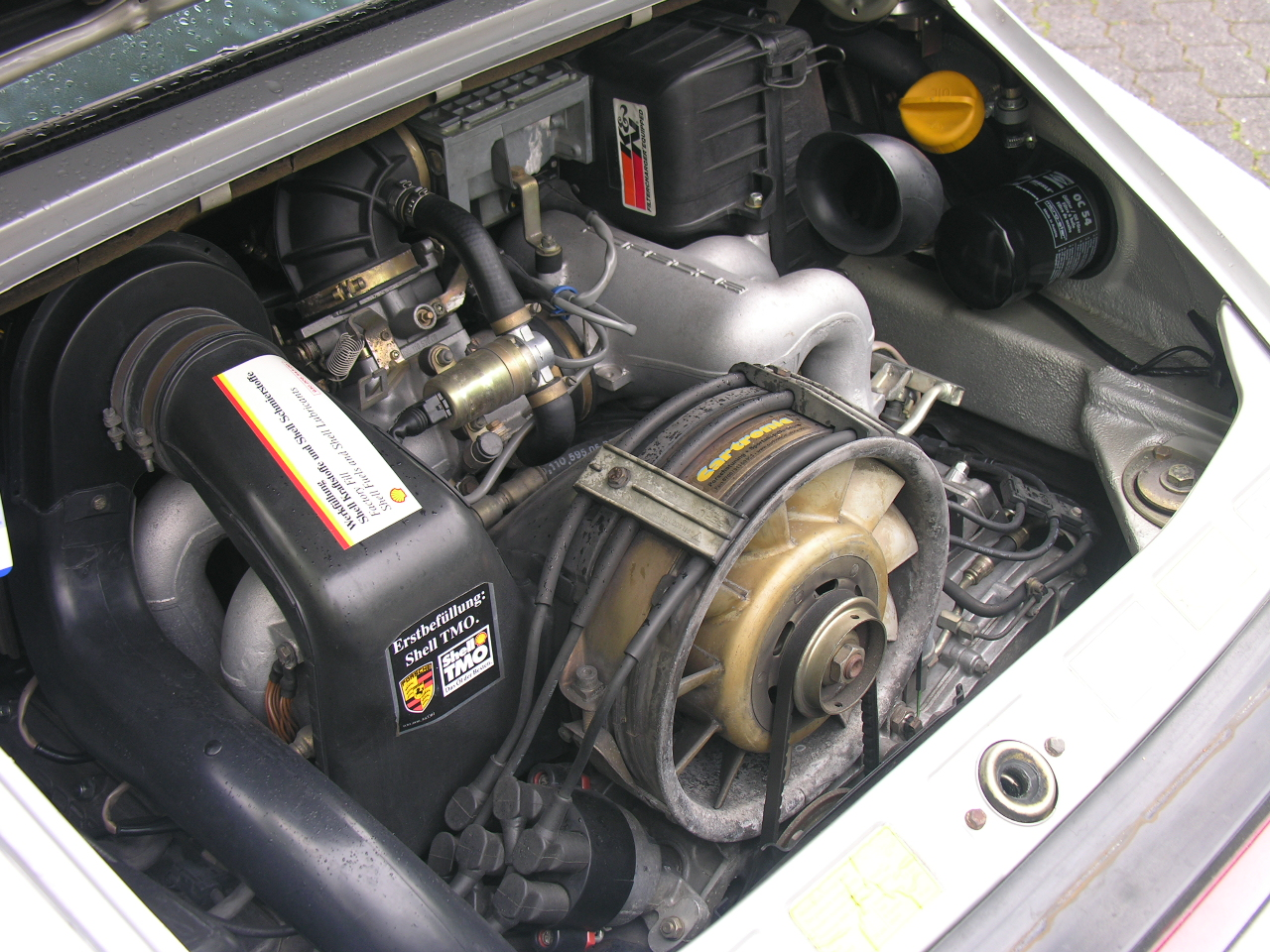
Motorraum eines 911 Carrera mit
3,2-Liter-Boxermotor

Da die Porsche-Modellpalette bereits den 924 und 928 umfasste, wurde das 911-Programm ab dem Modelljahr 1978 gestrafft: Der Carrera entfiel – es gab den 911 nur noch als SC und Turbo. Der 911 SC hatte die breite Karosserie des Carrera und einen Dreilitermotor mit 132 kW (180 PS) mit mechanischer K-Jetronic. Der Wagen wurde in Leistung und Höchstgeschwindigkeit vom Porsche 928 übertroffen, der nach den Vorstellungen der Porsche-Führung den 911 in den 1980er Jahren ablösen sollte.
Im Modelljahr 1980 wurde die Leistung des SC auf 138 kW (188 PS) angehoben und im folgenden Modelljahr 1981 durch Umstellung von Normal- auf Superbenzin auf 150 kW (204 PS) weiter gesteigert. Die halbautomatische Sportomatic entfiel. Die Langzeitgarantie gegen Durchrostung der Karosserie konnte mit Verwendung von beidseitig feuerverzinkten Stahlblechen auf sieben Jahre verlängert werden. Später wurde diese auf zehn Jahre ausgedehnt.
Die Planungen der Unternehmensführung sahen vor, den 911 im Jahr 1981 auslaufen zu lassen. Die zukünftige Modellpalette sollte nur noch aus den modernen, wassergekühlten Wagen mit Frontmotor 924, 944 und 928 bestehen. Nach Ablösung des Vorstandsvorsitzenden Ernst Fuhrmann durch Peter W. Schutz zum Jahresende 1980 wurde diese Planung geändert. Als Signal für die Neuausrichtung präsentierte Porsche 1981 auf der IAA in Frankfurt die Studie eines 911 Cabriolets mit Turbomotor und Allradantrieb. Ab Modelljahr 1983 wurde für den SC außer Coupé und Targa das Cabriolet als dritte Karosserievariante angeboten.
Für das Modelljahr 1984 wurde die Bezeichnung von SC in Carrera geändert und der Hubraum des Saugmotors auf 3,2 Liter erhöht, der 170 kW (231 PS) leistete. An die Stelle der mechanischen K-Jetronic trat die vollelektronische Motorsteuerung Motronic (Digitale Motor Elektronik, DME) von Bosch. Durch die DME reduzierte sich der Benzinverbrauch gegenüber dem SC-Vorgängermodell. Wegen schärferer Abgasvorschriften in den USA wurde erstmals auch ein Katalysator für den 911 angeboten. Diese mit Katalysator ausgelieferten Modelle hatten eine geringere Leistung als die Wagen ohne Kat. Sie betrug zunächst 152 kW (207 PS), die jedoch ab 1986 auf 160 kW (217 PS) angehoben wurde. Auf Wunsch wurde der Carrera mit einer Frontspoilerlippe und einem großen, flachen Heckspoiler geliefert. Er erhöhte die vom Werk angegebene Höchstgeschwindigkeit von 245 km/h für die Version ohne Kat mit 170 kW auf von auto, motor und sport gemessene 254 km/h.
1989 wurde das G-Modell in limitierter Kleinserie als puristische, roadsterähnliche Variante unter der Bezeichnung Speedster verkauft, die sich vor allem durch ihren verkürzten Windschutzscheibenrahmen und zwei Höcker auf der Verdeckklappe vom 911 Cabriolet unterschied. Porsche bot den Carrera auch mit den breiten Kotflügeln und der Bremsanlage des 911 Turbos an. Durch den etwas höheren Luftwiderstand waren die sogenannten turbobreiten Carrera bei gleicher Motorleistung etwas langsamer als die Standardausführung.
Diese Modelle und auch Fahrzeuge aus Sonderserien, wie etwa die limitierte Edition Ferry Porsche sowie der etwas leichtere und mit geänderter Motronic ausgestattete 911 Carrera Clubsport, gelten als gesuchte Sammlerstücke und sind nur noch selten im Straßenverkehr zu finden.
Porsche 911 Turbo (1974–1989)

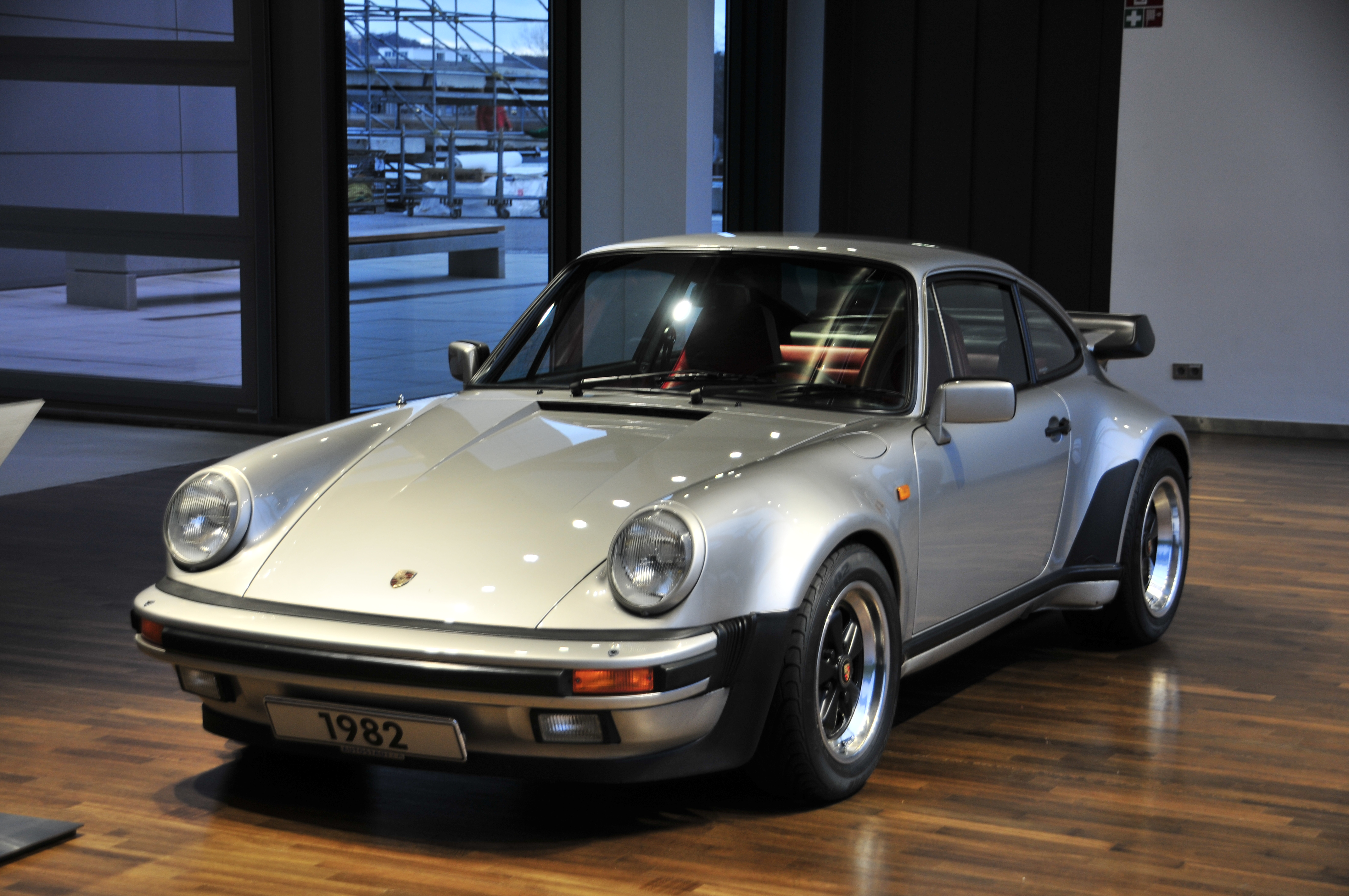
Porsche 911 Turbo 3.3 (G-Modell)

Nach dem 1973 präsentierten BMW 2002 turbo baute Porsche als zweiter Hersteller im Jahr darauf einen Abgasturbolader in ein Serienfahrzeug ein. Mit der Turboaufladung hatte Porsche in den frühen 1970er Jahren bei Rennwagen wie den Porsche 917/10 und 917/30 große Erfolge erzielt und Erfahrungen gesammelt, die in die Serienproduktion einflossen. Der unter der internen Nummer 930 entwickelte neue Porsche 911 Turbo wurde 1974 auf dem Pariser Automobil-Salon präsentiert. Der Porsche Turbo war der erste Sportwagen mit serienmäßigem Abgasturbolader und Ladedruckregelung.
Der Wagen mit 3 Litern Hubraum brachte es anfangs auf eine Leistung von 191 kW (260 PS). Die Leistung wurde für das Modelljahr 1978 durch eine höhere Verdichtung, Erhöhung des Hubraums auf 3,3 Liter sowie den Einsatz eines Ladeluftkühlers, der auch einen größeren Heckflügel erforderte, auf 220 kW (300 PS) gebracht. Der Kraftstoffverbrauch der Turbomotoren liegt deutlich über denen eines 911 ohne Turboaufladung bei etwa 20 Liter auf 100 Kilometer. Typische Merkmale des 911 Turbo sind die vorne und hinten stark verbreiterten Kotflügel und der große Heckspoiler mit einer nochmals wuchtigeren Abrisskante aus Gummi.

### 3. Generation: Porsche 964 (1988–1994)

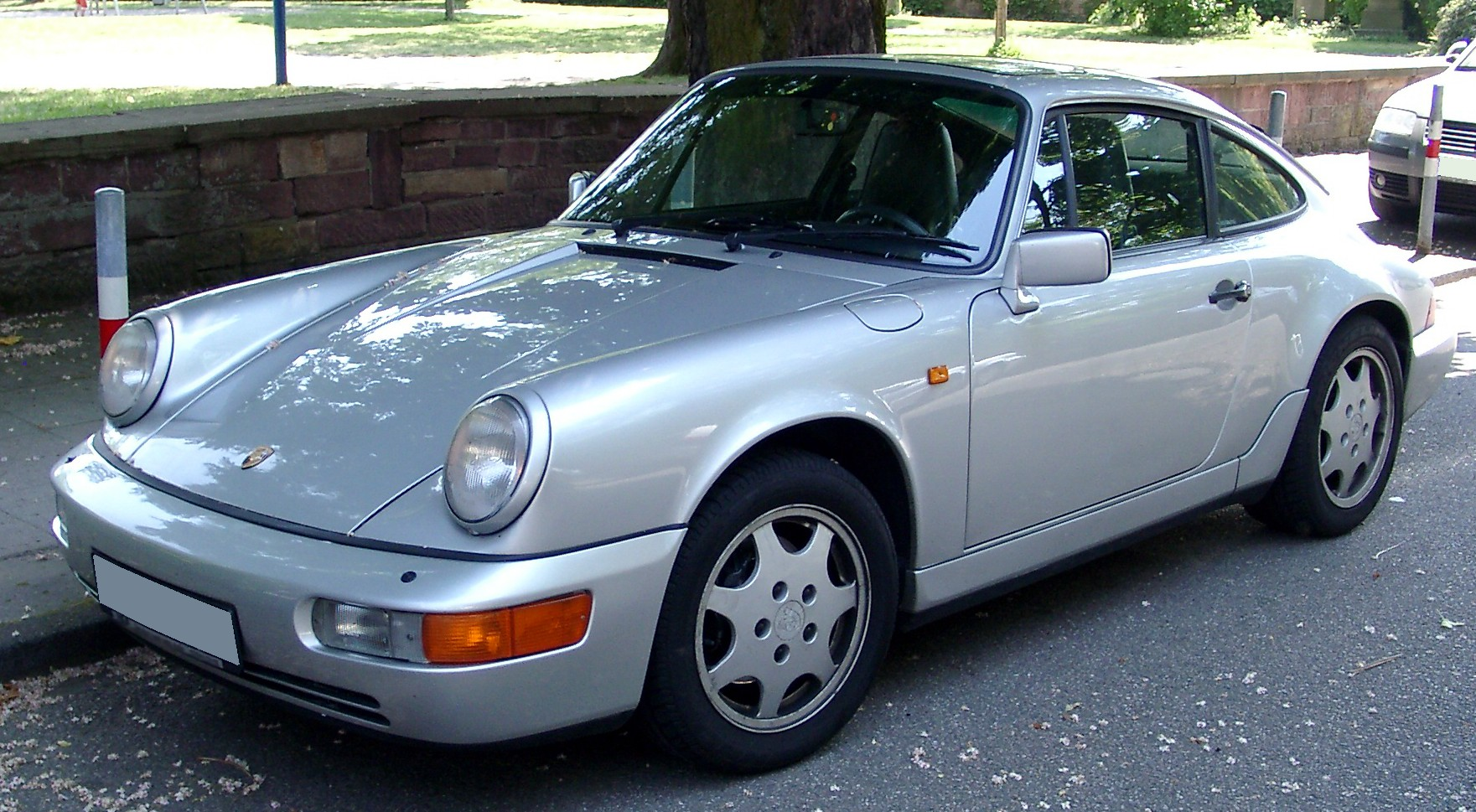
Frontansicht eines Porsche 911 Carrera (Typ 964) mit in der Bugschürze integrierter Stoßstange

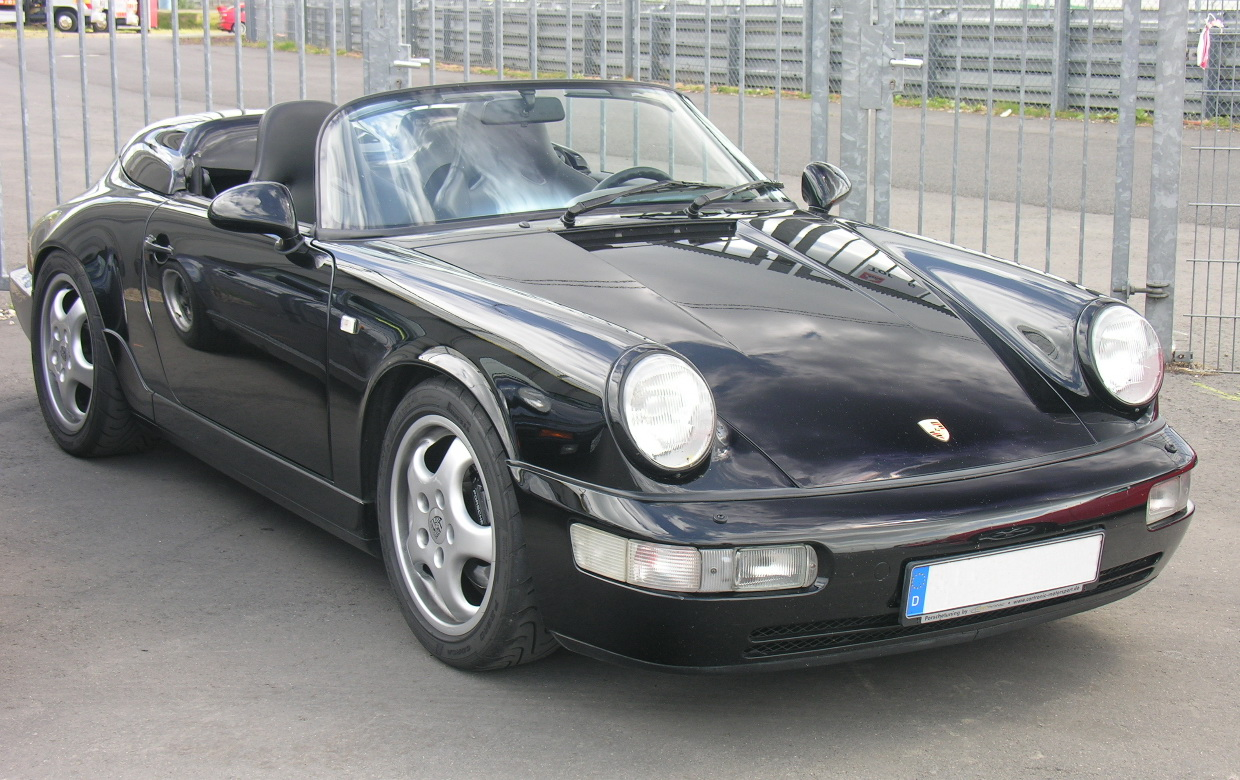
Porsche 911 Speedster (Typ 964)

1989 beschritt Porsche mit dem 964 eine neue Vermarktungsstrategie, nachdem in den Jahren davor alle Porsche-Modelle (356, 911, 914, 924, 928, 944 usw.) unter der internen Entwicklungsnummer gelaufen waren; außer dem 930, der bereits als 911 Turbo verkauft wurde. Stark rückläufige Verkaufszahlen Ende der 1980er Jahre – vor allem bei den Modellen 944 und 928 – und eine daraus resultierende schwere Krise waren Anlass, den Klassiker 911 nicht aufzugeben und den 964 als neuen Porsche 911 anzubieten.
Der 964 war gegenüber dem Vorgängermodell ein völlig neues Fahrzeug, das zu 80 Prozent aus neuen Teilen bestand. Die Karosserieform blieb jedoch außer den Stoßstangen nahezu unverändert. Auch die Innenausstattung und die Fahrzeuginstrumente wurden sehr behutsam überarbeitet und erinnerten noch sehr an den Vorgänger. Die auffälligste Überarbeitung steckte in der Technik. Der Wagen hatte serienmäßig ein Antiblockiersystem (ABS), eine Servolenkung und ab 1991 auch serienmäßig Airbags, die bei den Vorgängermodellen noch nicht verfügbar waren. Das Fahrwerk wurde vollkommen neu gestaltet und erhielt unter anderem Schraubenfedern statt der Drehstabfederung. Der weiterhin luftgekühlte Sechszylinder-Boxermotor des 964 hat einen Hubraum von 3,6 Liter und leistet 184 kW (250 PS).
Den Wagen gab es in zwei Ausführungen mit Heck- (Carrera 2) oder mit Allradantrieb (Carrera 4). Beide Versionen konnten wahlweise als Coupé, Targa oder Cabriolet bestellt werden. 1993, im letzten Produktionsjahr des Typs 964, wurde der Wagen als Speedster in einer Kleinserie von 930 Exemplaren hergestellt, wobei diese Fahrzeuge damals zu Grundpreisen ab 131.500 DM erhältlich waren.
Als Topmodell wurde ab dem Modelljahr 1991 ein Turbo mit dem 3,3-Liter-Motor aus dem Porsche 930 angeboten, der in dieser überarbeiteten Ausführung 235 kW (320 PS) leistete. Der Wagen stand in der Kritik, weil seine Fahrleistungen sich nicht mehr so deutlich vom 964 abhoben, wie das beim Vorgängermodell 930 gegenüber dem 911 der Fall war. Nach zweijähriger Produktionszeit wurde er ab dem Modelljahr 1993 durch den Turbo 3.6 ersetzt, dessen Motor auf dem der 964-Saugmotormodelle mit 3,6 Liter Hubraum basierte und eine Leistung von 265 kW (360 PS) entfaltete.
Der Kraftstoffverbrauch aller 964er-Modelle wurde gegenüber den Vorgängermodellen weiter verringert, so dass er beim Carrera bei 14,0 Litern und beim Turbo 3.6 bei etwa 18,0 Litern Superbenzin auf 100 km liegt.
Außer den Großserienfahrzeugen entstanden auf der Plattform des 964 weitere Fahrzeuge in Kleinserien, wie zum Beispiel der Carrera RS oder Turbo S, die speziell für sportlich ambitionierte Fahrer entwickelt wurden.

### 4. Generation: Porsche 993 (1993–1998)

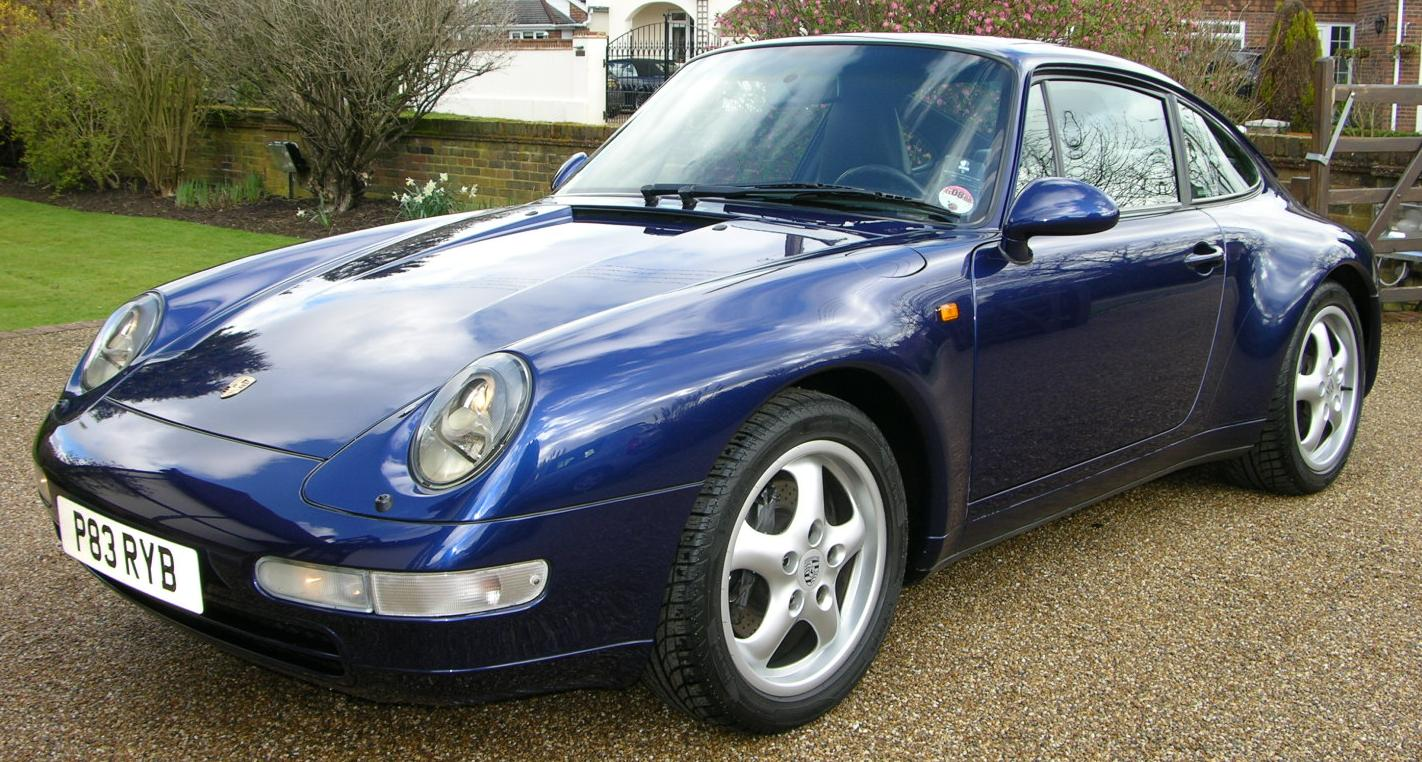
Porsche 911 Carrera (Typ 993)

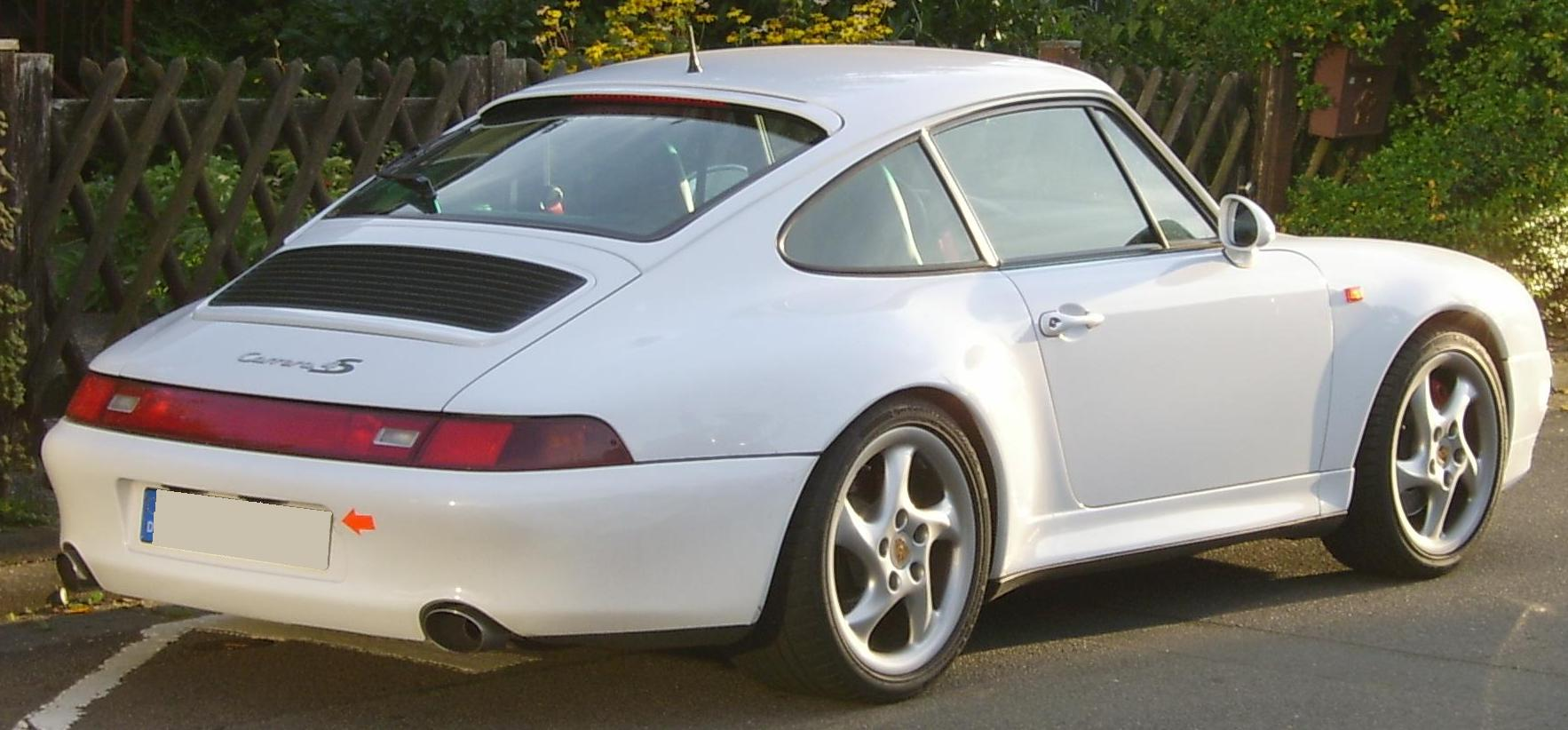
Heckansicht eines
Porsche 911 Carrera 4S (Typ 993)

Der Porsche 993 löste 1993 den Porsche 964 ab. Er ist der letzte 911er mit einem luftgekühlten Motor, weshalb er für einige Fans puristischer Porsche-Sportwagen einen besonderen Reiz hat.
Der 993 wurde in vielen Details verbessert, die beim 964 neu waren und noch zu Problemen führten. Dadurch erlangte der 993 einen Ruf als besonders ausgereifter und zuverlässiger Sportwagen unter den 911-Modellen.
Die Karosserie ist ein viel gelobter Entwurf von Harm Lagaay, der besonders durch die harmonische Integration der Stoßstangen in die Karosserie auffällt. Die hinteren Kotflügel wirken trotz ihrer Breite nicht übertrieben, sodass das Fahrzeug ein harmonisches Gesamtbild abgibt. Die Frontpartie ist im Gegensatz zu den Vorgängermodellen flacher, was erst durch den Einsatz der neuen Polyellipsoid-Scheinwerfer, anstelle der bisher verwendeten Rundscheinwerfer, möglich wurde. Verkauft wurde der Wagen in den Karosserieversionen Coupé, Targa und Cabriolet.
Der mit Hydrostößeln versehene Motor des 993 erreicht aus einem Hubraum von 3,6 Liter eine Leistung von 200 kW (272 PS), ab dem Modelljahr 1996 sind es bei gleichem Hubraum 210 kW (285 PS), unter anderem wegen des verbesserten Ansaugsystems. Der durchschnittliche Kraftstoffverbrauch ist trotz der Leistungssteigerung nicht gestiegen und liegt bei diesem Modell bei etwa 11,5 Litern/100 km (SuperPlus, 98 Oktan). Ein Sechsgang-Getriebe war sowohl bei den Modellen mit Saugmotor als auch dem Turbo jetzt serienmäßig.
Wie beim 964 wurde der 993 mit Heck- (Carrera) oder mit Allradantrieb (Carrera 4) angeboten. Ab 1996 erhielten die stärkeren und höherwertigen Fahrzeuge wie früher ein S in der Typbezeichnung. Auch bei diesen Fahrzeugen konnte der Kunde zwischen dem Heck- (Carrera S) oder Allradantrieb (Carrera 4S) wählen. Der Motor entsprach mit 210 kW (285 PS) den Standard-Carrera-Modellen. Die Wagen hatten jedoch die vier Zentimeter breitere Karosserie des Turbo und der Carrera 4S auch dessen stärkere Bremsanlage.
Traditionell wird das leistungsstärkste 911er-Modell einer Reihe mit einem Turbomotor versehen. Bei dem 993 leistet der Turbo 300 kW (408 PS) und überschreitet erstmals als Serienmodell seit dem Porsche 959 die 400-PS-Marke. Der durchschnittliche Kraftstoffverbrauch bleibt dabei für turbogeladene Motoren moderat bei etwa 13,2 l/100 km. Ausgestattet ist der Motor mit je einem Turbolader pro Zylinderbank (Bi-Turbo) und zwei Ladeluftkühlern. Angeordnet unter dem festen Heckflügel, der äußerlich den Turbo von den anderen 993ern abhebt, verdecken sie die Sicht auf den Motor.
Für Kunden, die ihren Porsche mehr auf der Rennstrecke als im öffentlichen Straßenverkehr bewegen wollen, brachte Porsche die Modelle Carrera RS und 911 GT2 heraus. Beide Fahrzeuge sind leichter als die Serienmodelle und haben eine im Vergleich höhere Motorleistung. Der Carrera RS hat einen Motor mit 3,8 Liter Hubraum und 221 kW (300 PS) ohne Aufladung, während der GT2 wie der Turbo mit zwei Turboladern geliefert wird.

### 5. Generation: Porsche 996 (1997–2006)

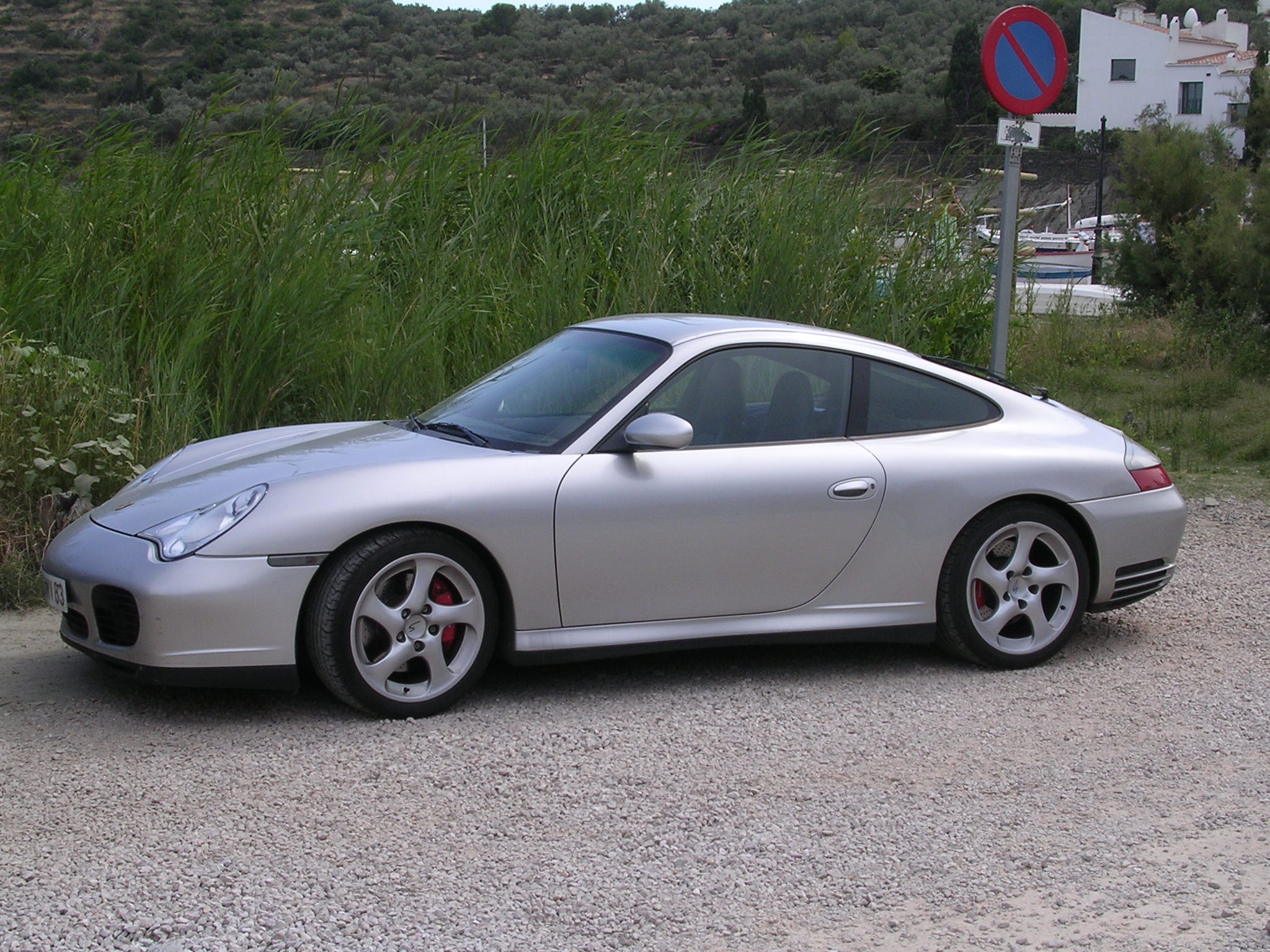
Porsche 911 Carrera 4S Coupé (Typ 996) mit den ab 2002 geänderten Scheinwerfern

Mit dem 996 endete 1997 die Ära der luftgekühlten Motoren beim Porsche 911. Ab diesem Modell setzte Porsche einen wassergekühlten Motor ins Heck des Wagens. Die Zylinderanzahl blieb bei sechs und das Prinzip der Boxer-Anordnung wurde beibehalten.
Der Motor mit einem Hubraum von 3,4 Litern leistete 220 kW (300 PS) bei 6800/min. Mit dem Modelljahr 2002 wurde die Motorleistung auf 235 kW (320 PS) und der Hubraum auf 3,6 Liter angehoben.
Trotz stark überarbeiteter Linienführung vor allem in der Front- und Heckpartie zeigt das Äußere des 996 noch die markanten Merkmale des 911. Insgesamt ist der 996 größer als die Vorgängermodelle und aerodynamisch weiter verbessert.

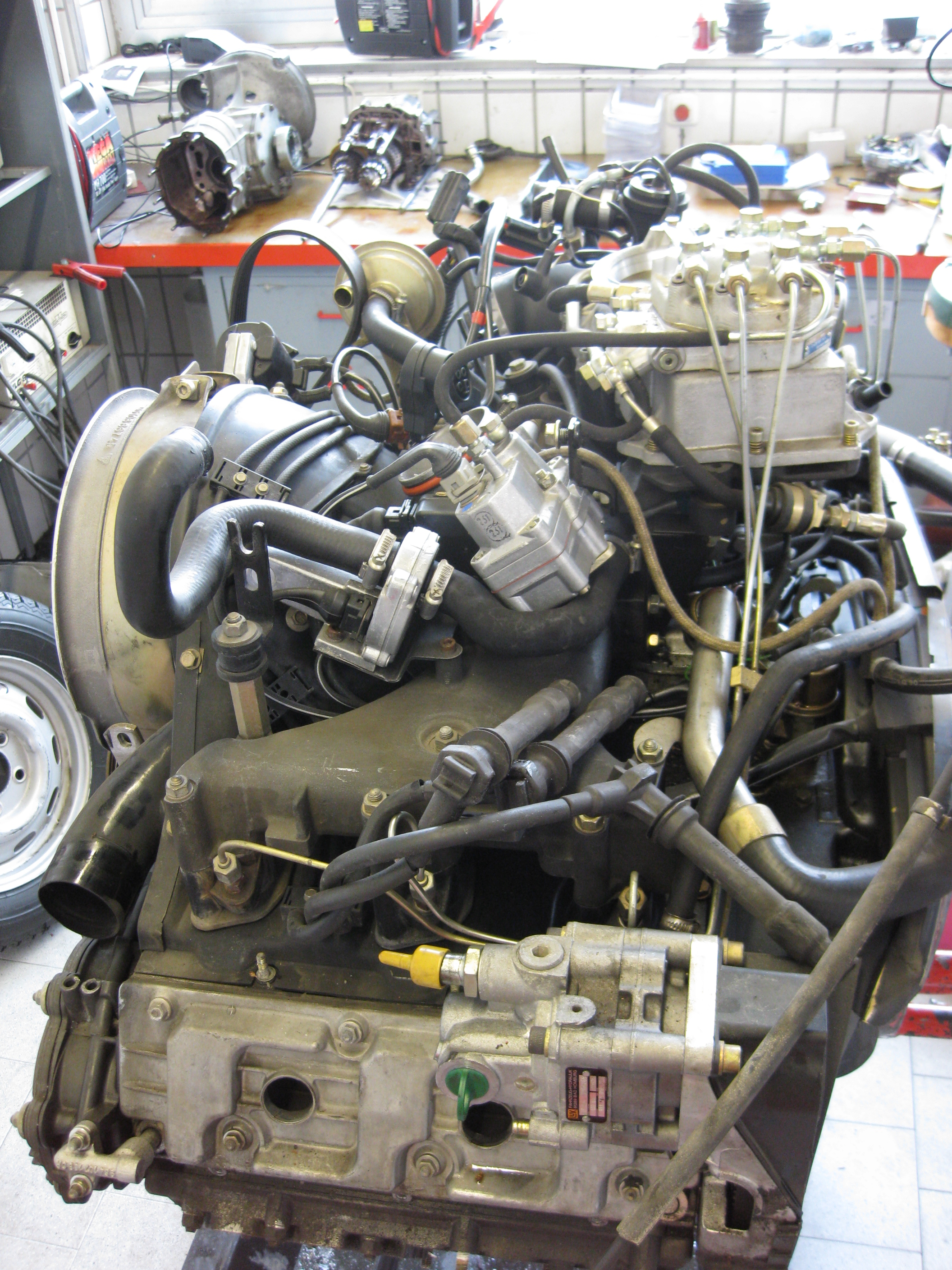
Ausgebauter Boxer mit Nebenaggregaten

Um die Produktionskosten zu senken, wurden bei der 996er-Entwicklung viele Teile des Porsche Boxster übernommen. Augenscheinlich wurde das bei den Frontscheinwerfern – wegen ihrer Form oft Spiegeleier-Leuchten genannt –, die dazu führten, dass die Frontansicht des 911 vom Boxster kaum zu unterscheiden war. Die Kundenkritik veranlasste Porsche, mit dem Modelljahr 2002 außer einigen technischen Veränderungen vor allem die Frontscheinwerfer durch neu gestaltete zu ersetzen, so dass wieder ein eigenständiges 911-Design gegeben war.

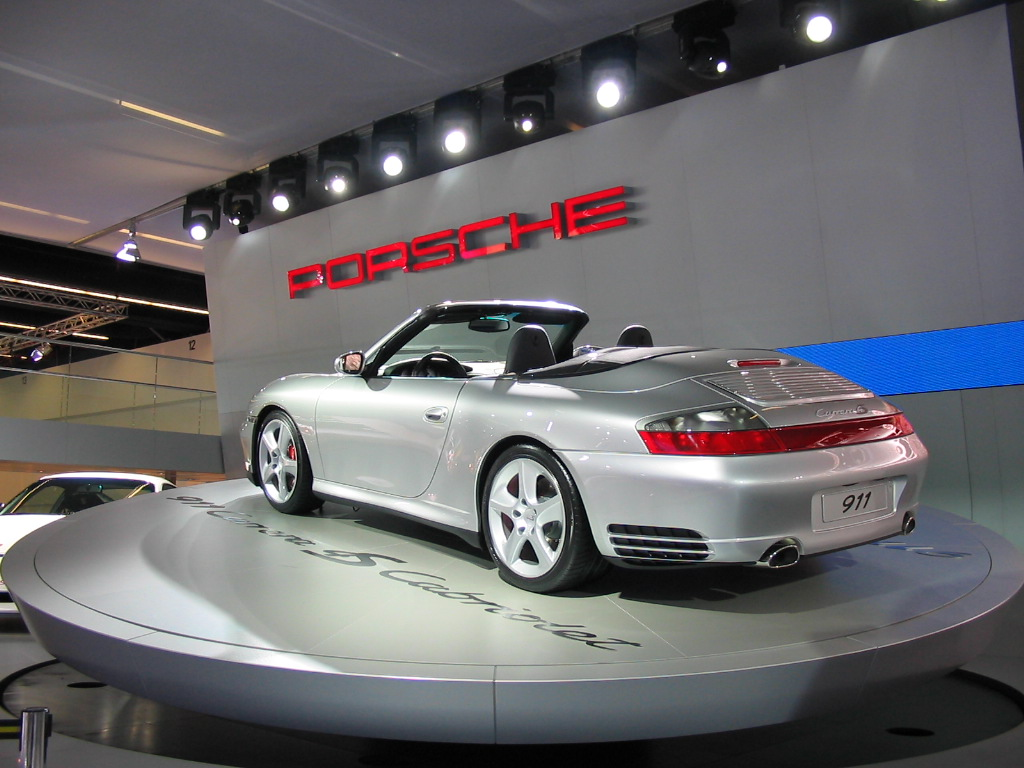
Porsche 911 Carrera 4S Cabriolet (Typ 996)

Bei der Entwicklung des 996 standen Alltagstauglichkeit und Fahrkomfort im Vordergrund. Der Wagen ist daher von seiner Art mehr mit einem Gran Turismo wie dem Porsche 928 zu vergleichen als mit einem spartanischen Sportwagen, wie seine Vorgänger es noch waren.
Die Innenausstattung, speziell das Armaturenbrett mit den Instrumenten und die Mittelkonsole, wurde neu gestaltet und zeigt keine Ähnlichkeit mehr mit der der Baureihen 911, 964 und 993.
Verkauft wurde der 996 als Coupé, Targa und Cabriolet mit Heck- oder Allradantrieb. Ebenfalls gab es außer den Standard-Carrera-Modellen die 4S-Version, die sich äußerlich abhob. Dieses Modell hat die breite Karosserie und die Bremsanlage des Turbo sowie Allradantrieb. Lediglich der fehlende feste Heckspoiler und die nicht vorhandenen Lufteinlässe im Bereich der hinteren Kotflügel unterschieden die beiden Modelle. In Anlehnung an die Vorgängermodelle hatte das Heck des Carrera 4S wieder das durchgehende Leuchtband, das bei den anderen 996er-Fahrzeugen entfallen war.
Der Turbo auf Basis des 996 wurde erst drei Jahre nach dem ersten Carrera-Modell angeboten. Der Motor dieses Wagens leistet 309 kW (420 PS) und 331 kW (450 PS) in der stärkeren S-Version. Der Wagen hat serienmäßig Allradantrieb und eine breitere Karosserie als die Carrera-Modelle und konnte als Coupé oder Cabriolet geordert werden. Der Heckflügel ist gegenüber den Vorgänger-Turbos kleiner ausgefallen und dominiert nicht mehr das ganze Heck.
Beim 996er bewegt sich der Kraftstoffverbrauch bei durchschnittlich 11,1 Litern (Carrera) und 13,3 Litern (Turbo) je 100 km.
Für die rennsportbegeisterten Kunden entwickelte Porsche in Anlehnung an den GT-Motorsport Sportvarianten des 996. Diese GT-Modelle hatten mehr Leistung als die Serienmodelle und waren für den Sporteinsatz vorbereitet.
Der Porsche 911 GT3 hatte einen Sechszylinder-Boxersaugmotor mit zunächst 265 kW (360 PS). Ab dem Modelljahr 2002 hatte der Motor im GT3 eine Leistung von 280 kW (381 PS).
Von der Motorleistung wurde der GT3 durch den Porsche 911 GT2 noch übertroffen. Der GT2 hatte einen Sechszylinder-Boxermotor mit Turboaufladung im Heck, der bis zum Modelljahr 340 kW (462 PS) und später 355 kW (483 PS) leistete.
Alle GT-Modelle konnten mit einem wahlweise erhältlichen Clubsport-Paket geliefert werden und hatten keine elektronischen Fahrhilfen, wie sie in den Großserienmodellen zum Standard gehörten.

### 6. Generation: Porsche 997 (2004–2012)

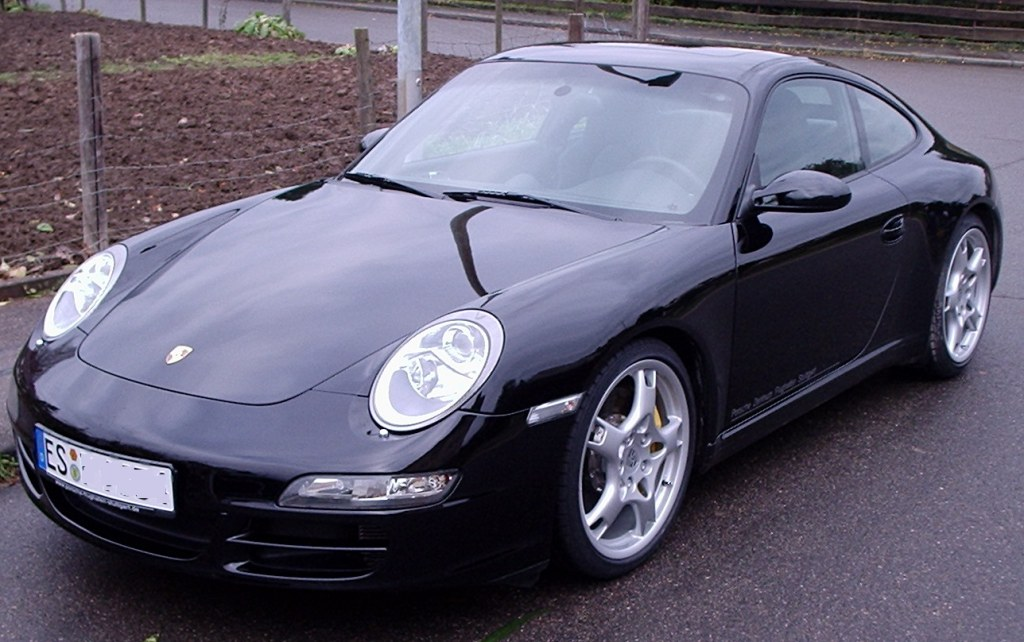
Frontansicht eines Porsche 911 Carrera S (Typ 997) wie er 2004 eingeführt wurde

Mit der 997-Baureihe wurde das Fahrzeugdesign wieder mehr an den Porsche 993 angelehnt, um die traditionellen Merkmale des 911 stärker zu betonen, die einige Kunden beim Typ 996 vermissten.
Besonders die Frontpartie mit den runden Scheinwerfern erinnert an den klassischen Porsche 911.
Technisch gesehen änderte sich gegenüber dem Vorgänger 996 wenig. Der Motor war weiterhin ein wassergekühlter Sechszylinder-Boxermotor.
Geändert wurde jedoch die Struktur der Modellpalette und diese denen des Porsche Boxster und des Porsche Cayenne angeglichen. Das namensbestimmende Element ist seitdem vornehmlich die Motorleistung. Leistungsstärkere Modelle erhalten den Namenszusatz S oder GTS. Außerdem bestimmen die Cabriolet-Karosserieform (Zusatz Cabriolet) und die Allrad-Antriebsart (Zusatz 4) die weiteren Ergänzungen im Modellnamen.
Der Porsche 911 Carrera wurde in den zwei Leistungsvarianten, als Carrera und Carrera S angeboten. Der 3,6-Liter-Motor des Carrera leistet maximal 239 kW (325 PS) und der 3,8-Liter-Motor des Carrera S stellt eine maximale Leistung von 261 kW (355 PS) zur Verfügung. Beide Modelle waren in den Karosserieformen Coupé und Cabriolet erhältlich und konnten mit Heck- oder Allradantrieb bestellt werden.
Ab November 2006 wurde die Baureihe 997 durch die Modelle Targa 4 und Targa 4S ergänzt, die ausschließlich mit Allradantrieb ausgeliefert wurden. Äußerliche Unterschiede zum 997 Carrera finden sich insbesondere im großen Glaspanoramadach und in der Silhouette, die durch die spitz auslaufenden Fondseitenscheiben und die beidseitigen, eloxierten und polierten Aluminium-Zierleisten geprägt war. Der Motor des Targa 4 leistete wie beim Carrera 239 kW (325 PS) und der Targa 4S wurde mit dem stärkeren Motor des Carrera S mit 261 kW (355 PS) produziert.

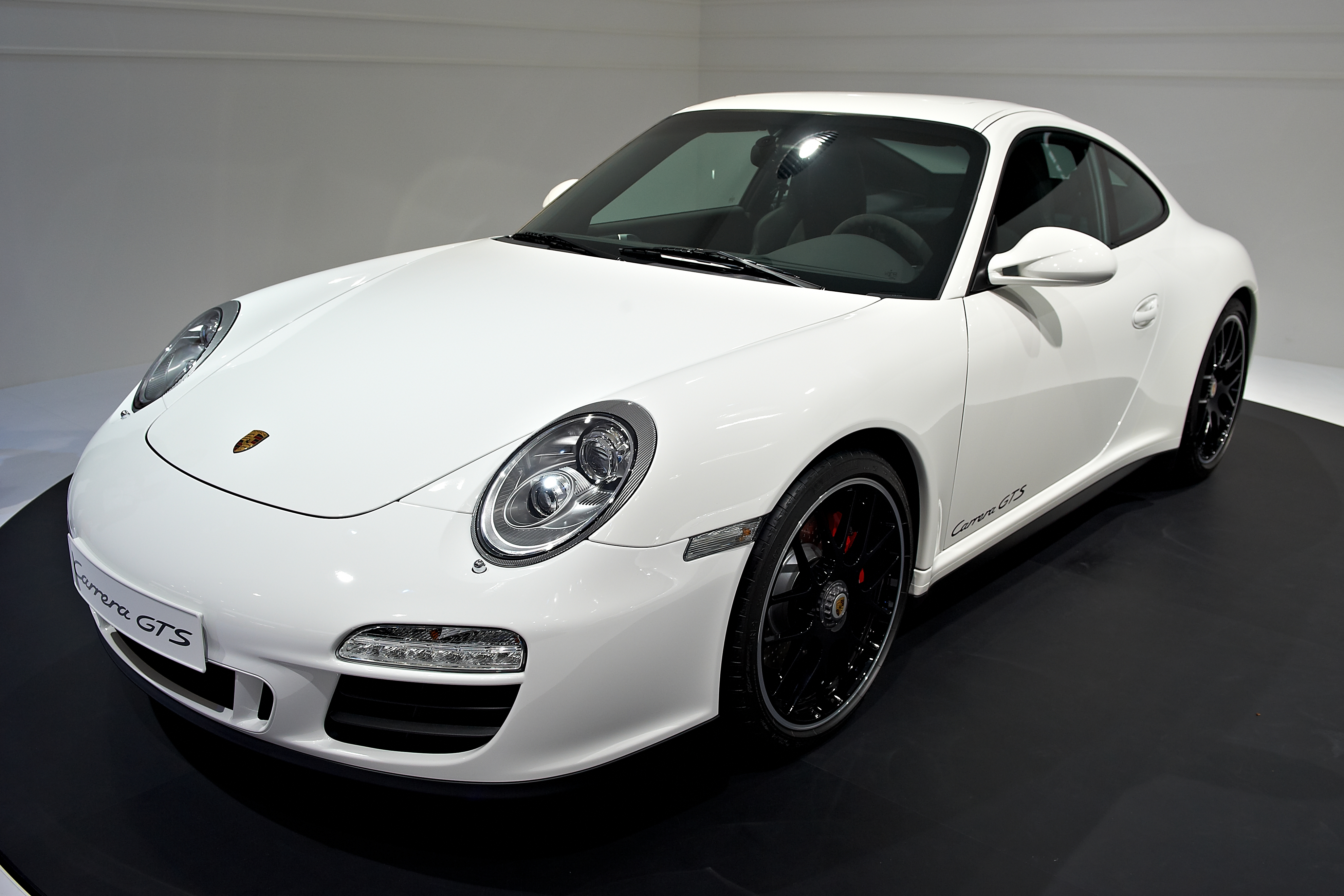
Frontansicht eines Porsche 911 Carrera GTS (Typ 997) mit geändertem Design ab 2009

Im Modelljahr 2009 wurde die Modellreihe einem Facelift unterzogen. Außer veränderten Lufteinlässen und neu gestalteten LED-Rückleuchten sowie LED-Tagfahrlichtern, gab es größere technische Veränderungen. So wurden die Motoren des Carrera und Carrera S auf Direkteinspritzung umgestellt.
Damit stieg die Leistung des Carrera auf 254 kW (345 PS) und die des Carrera S auf 283 kW (385 PS). Ebenso wurden der Targa 4 und Targa 4S überarbeitet und mit den stärkeren Motoren ausgeliefert.
Im selben Modelljahr war der Carrera S mit einer um 16 kW (23 PS) auf 300 kW (408 PS) gesteigerten Motorleistung lieferbar.
Im selben Jahr wurde der Carrera GTS neu in die Modellpalette durch Porsche eingeführt. Dieser sowohl als Coupé oder als Cabriolet hergestellte Wagen hatte den leistungsgesteigerten Boxermotor vom Carrera S, der bei einer Drehzahl von 7300/min 300 kW (408 PS) leistete. Mit dem serienmäßigen Sechsgang-Schaltgetriebe erreichte der Wagen eine Höchstgeschwindigkeit von 306 km/h. Das Fahrzeug füllte die Leistungslücke zwischen dem Carrera S und dem GT3. Auffälligstes Erkennungsmerkmal war die gegenüber den Carrera S um 44 mm breitere Karosserie an der Hinterachse.
Der GTS konnte mit Heck- oder mit Allradantrieb bestellt werden.
Die Innenausstattung wurde beim 997 gegenüber der Vorgängerbaureihe wieder umfassend überarbeitet, da diese von vielen Kunden kritisiert wurde. Bei der Gestaltung orientierte sich Porsche hier ebenfalls an den 993. Dabei wurden speziell die Tachoinstrumente und die Schalter in der Mittelkonsole geändert. Als Neuigkeit wurde ein Kombiinstrument mit 4,6-Zoll-TFT-Farbbildschirm integriert, das Daten des Bordcomputers, Navigations- und Audiosystems und Warnhinweise darstellen kann.

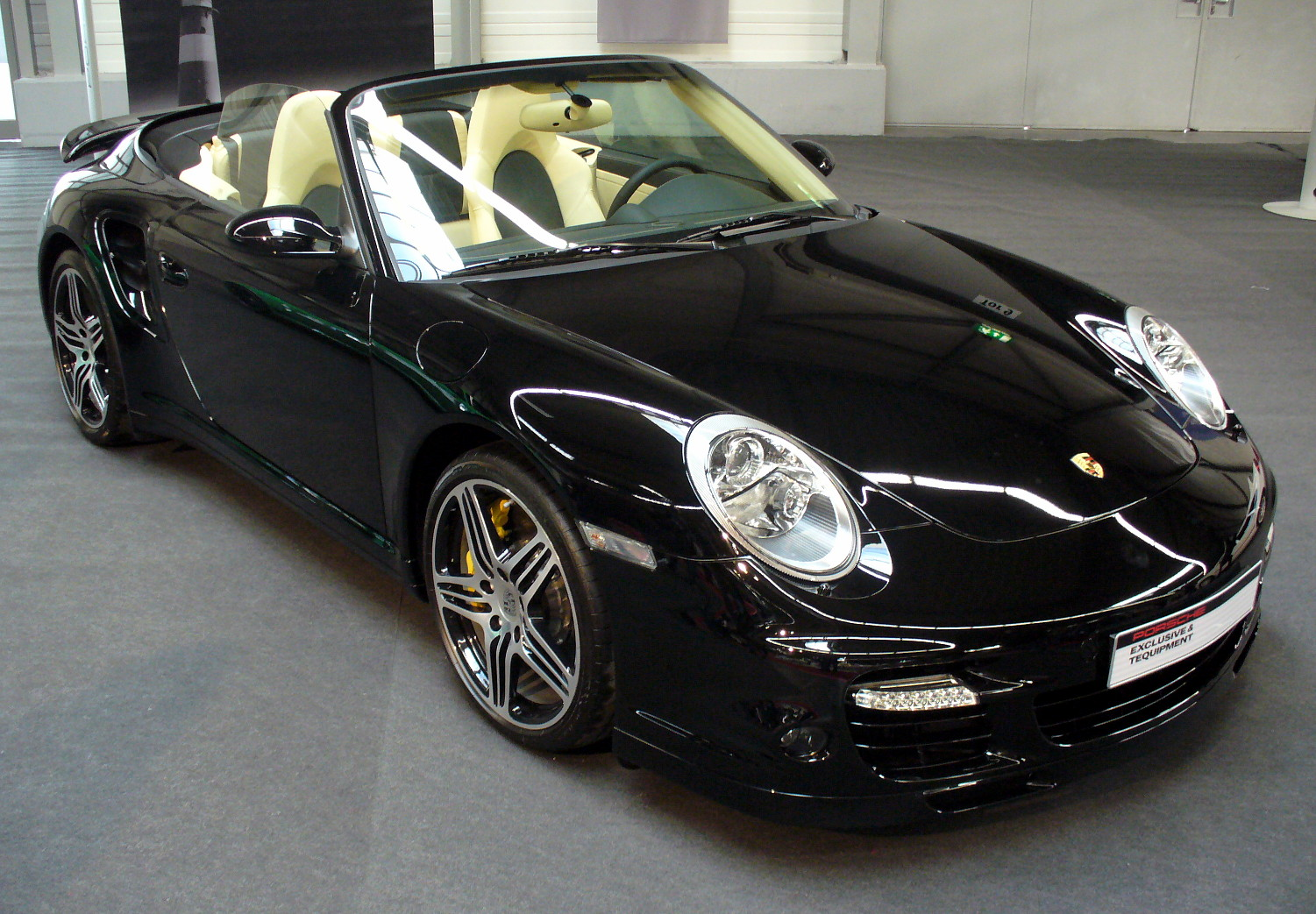
Porsche 911 Turbo Cabriolet (Typ 997)

Das Topmodell der Großserienmodelle blieb weiterhin der allradgetriebene 911 Turbo. Der darin eingebaute 3,6-Liter-Biturbomotor leistete 353 kW (480 PS). Dieser Turbo hatte, als erstes in Serie gebautes Fahrzeug mit Ottomotor eines deutschen Herstellers, verstellbare Leitschaufeln an den Abgasturbinen der beiden Turbolader. Diese sorgten im unteren Drehzahlbereich für spontaneres Ansprechverhalten und besseren Durchzug. Damit beschleunigte der 997 Turbo in 3,8 Sekunden auf 100 km/h. Die Höchstgeschwindigkeit betrug 310 km/h.
Nach der Modellüberarbeitung 2009 wurde der Hubraum des Motors auf 3,8 Liter vergrößert, wodurch die Motorleistung des Turbos auf 368 kW (500 PS) anstieg. Außerdem wurde der Turbo S eingeführt, dessen 3,8-Liter-Motor 390 kW (530 PS) leistete. Sowohl der Turbo, als auch der Turbo S konnten als Coupé oder Cabriolet bestellt werden.
Gegenüber den Carrera-Modellen hat der Turbo eine breitere Karosserie an Vorder- und Hinterachse. Weiterhin sind die Bug- und Heckverkleidung tiefer auf das Straßenniveau heruntergezogen und enthalten größere Lüftungsöffnungen. Seitlich sind vor der Hinterachse auf beiden Seiten Lufteinlässe, die den Turbo bei der Seitenansicht deutlich von den 911er mit Saugmotoren unterscheidet.
Traditionell ist auf der Motorhaube ein großer Heckspoiler montiert, der beim 997er Turbo bei 120 km/h aus- und bei 60 km/h wieder einfährt.
Bei allen 997er-Modellen konnte der Kraftstoffverbrauch gegenüber den vergleichbaren 996er-Modellen trotz der Leistungszunahme verringert werden. Dieser liegt bei durchschnittlich 10,3 Litern (Carrera) und 11,6 Litern (Turbo) je 100 km.

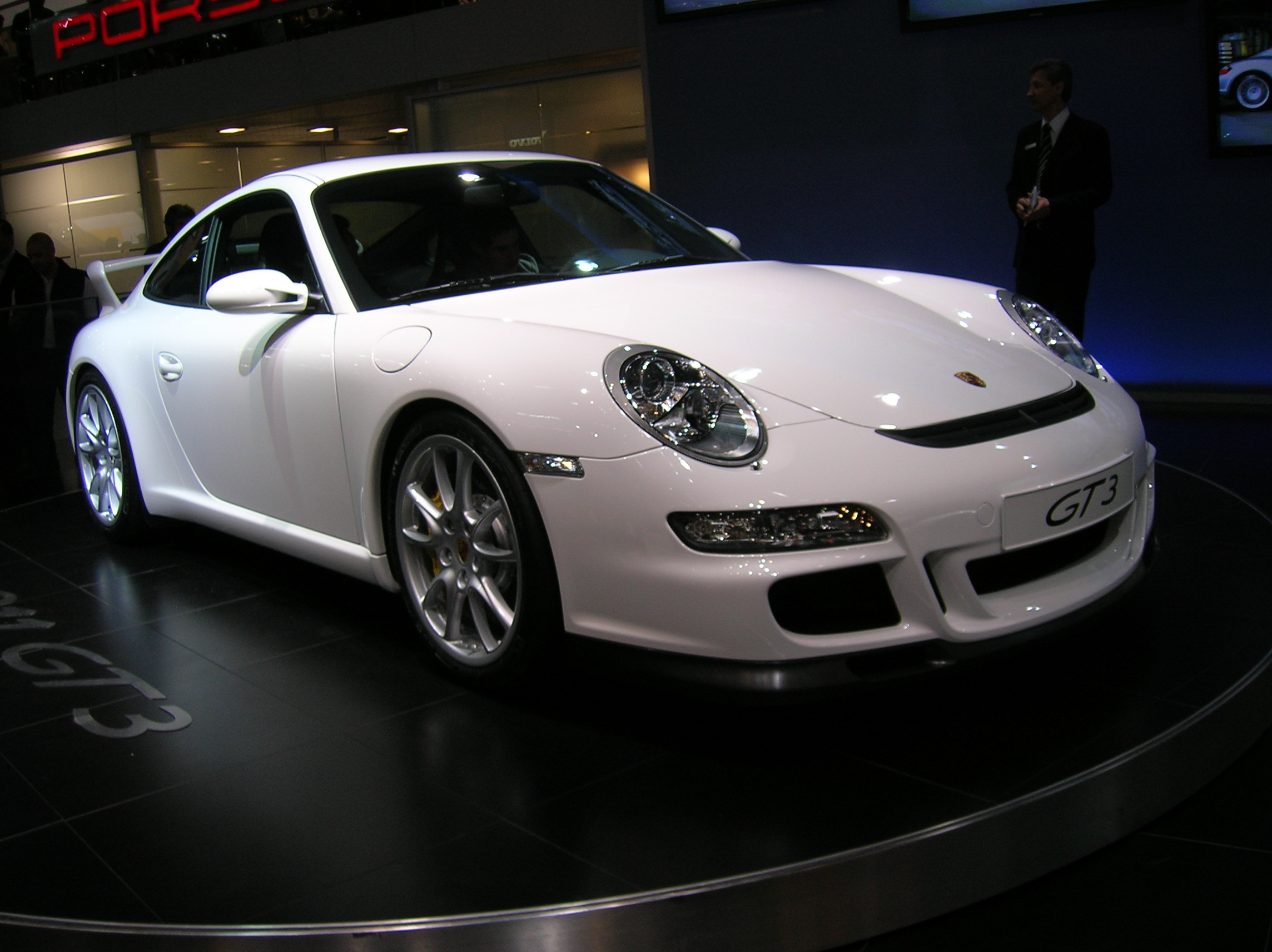
Der Porsche 911 GT3 (Typ 997) ist als Basis für den Motorsport vorgesehen

Außer den Großserienmodellen wurden speziell für den Rennsporteinsatz mehrere Kleinserien hergestellt. Diese unterschieden sich wie bereits beim 996er in Fahrzeuge mit Sechszylinder-Boxersaugmotor (Porsche 911 GT3) und Fahrzeuge mit Sechszylinder-Boxermotor mit Turboaufladung (Porsche 911 GT2). Beide Modelle haben einen Heckantrieb.
Diese Modellreihen sind durch die großen Heckspoiler und breite Karosserie mit großen Öffnungen zur Brems- und Motorkühlung von den Standardmodellen zu unterscheiden. Die Innenausstattung ist spartanisch und rein auf Sporteinsätze ausgelegt. Statt der Seriensportsitze sind Schalensportsitze enthalten. Im Fond befinden sich keine Sitze. Bei allen Modellen wurde ein Sicherheitskäfig eingebaut.
Der 911 GT3 wurde bereits im März 2006 auf dem Genfer Auto-Salon vorgestellt. Dieser ist im Vergleich mit seinem direkten 996er-Vorgänger um 25 kW (34 PS) stärker und leistet damit 305 kW (415 PS) aus 3,6 Liter Hubraum. Nach der Modellüberarbeitung stieg die Motorleistung des GT3 auf 320 kW (435 PS) bei gleichzeitiger Hubraumerhöhung auf 3,8 Liter an. Später wurde der GT3 durch den GT3 RS und GT3 RS 4.0 abgelöst, deren Leistung auf 331 kW (450 PS) beziehungsweise 386 kW (500 PS) anstieg. Dabei blieb beim GT3 RS der Hubraum unverändert. Beim GT3 RS 4.0 wurde der Hubraum auf 4 Liter vergrößert. Damit entwickelte Porsche erstmals einen Saugmotor mit einer Leistung, die zuvor nur mittels Einsatz eines Turboladers erreicht wurde. Die Beschleunigung von null bis 100 km/h erreicht dieser Rennwagen in 3,9 Sekunden.
Der im Jahr 2007 eingeführte GT2 der 997er Baureihe wurde ebenfalls später 2010 als GT2 RS mit einer größeren Motorleistung produziert. Das erste Modell leistete 390 kW (530 PS) und das Nachfolgemodell leistete 456 kW (620 PS) bei einem unveränderten Hubraum von 3,6 Liter.
Der GT2 RS wurde auf eine Stückzahl von 500 Exemplaren limitiert hergestellt.
Zusätzlich wurden mehrere Sondermodelle des 997 produziert. Beim 911 Sport Classic wurden einige Stilelemente wie zum Beispiel der Heckspoiler des 911 Carrera RS aus dem Jahr 1973 aufgegriffen. Von diesem Sondermodell wurden insgesamt nur 250 Stück hergestellt.
Beim 911 Speedster wurde die Karosserie mit dem typischen verkürzten Windschutzscheibenrahmen und zwei Höckern auf der Verdeckklappe ausgeliefert. Der Wagen wurde auf 356 Stück limitiert.

### 7. Generation: Porsche 991 (2011–2019)

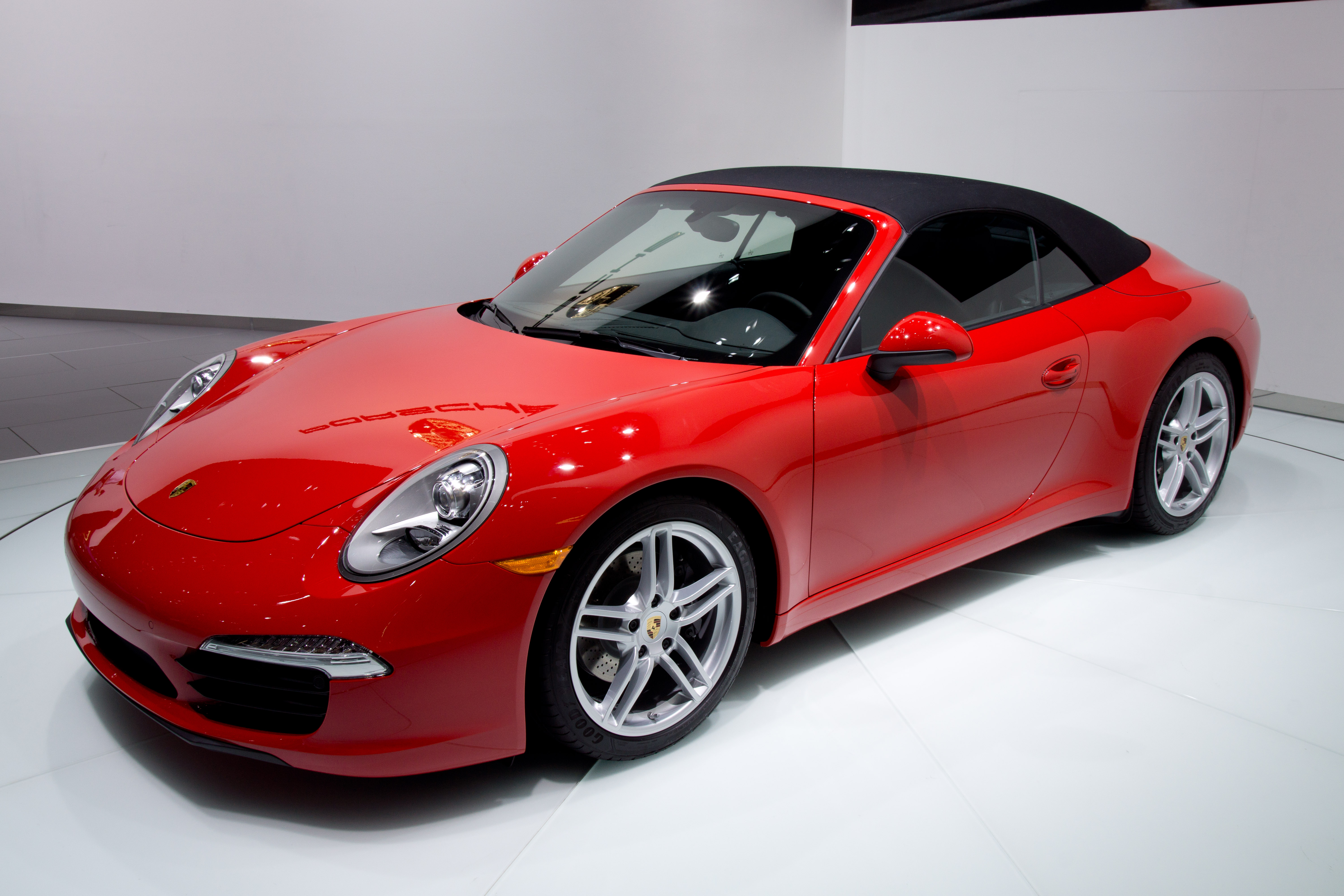
Porsche 911 Carrera Cabriolet (Typ 991) mit geschlossenem Verdeck

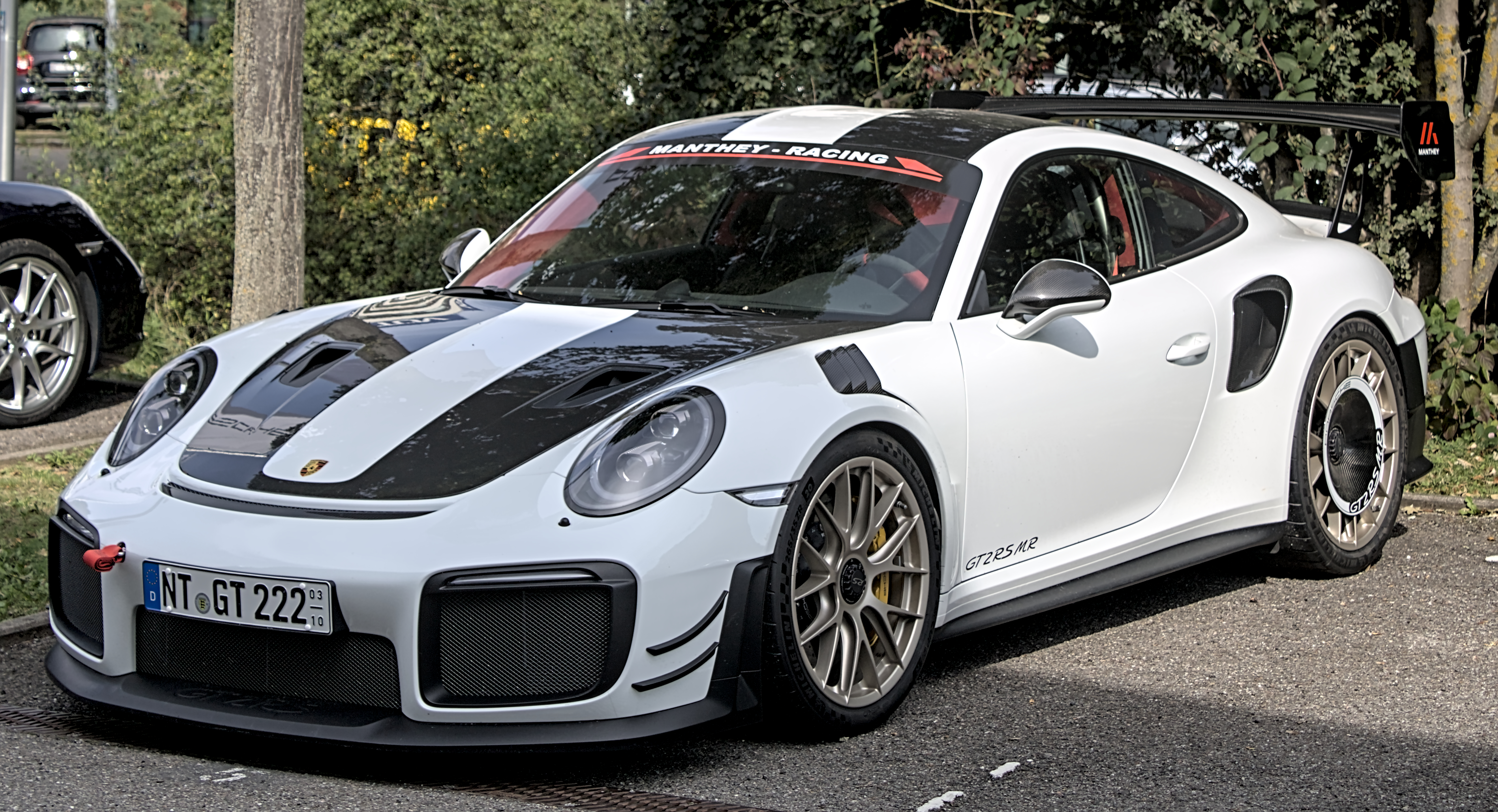
Porsche 911 GT2 RS Manthey-Racing

Der Porsche 991 ist die siebte Generation des Porsche 911 seit dessen Premiere im Jahr 1963. Porsche stellte ihn auf der 64. IAA in Frankfurt vor. Durch die neue Rohkarosserie in Aluminium-Stahl-Mischbauweise konnten rund 80 Kilogramm gegenüber der Rohkarosserie des Vorgängermodells 997 eingespart werden. Insgesamt wurde der Porsche 991 um rund 40 Kilogramm leichter. Zum Bau dieser neuartigen Karosserie führte Porsche neue Fertigungsmethoden ein, um die Teile zusammenzufügen. Der 991 wurde zunächst nur als Coupé in zwei verschiedenen Modellversionen angeboten, als 911 Carrera mit 257 kW (350 PS) und als 911 Carrera S mit 294 kW (400 PS). Bei den beiden Modellvarianten ist 911er-typisch ein Sechszylinder-Boxermotor mit 3,4 Liter Hubraum beim Carrera und 3,8 Liter Hubraum beim Carrera S im Heck des Fahrzeugs eingebaut. Für die Beschleunigung von null auf 100 km/h mit einem Schaltgetriebe benötigt der 911 Carrera 4,8 Sekunden und das leistungsstärkere S-Modell 4,5 Sekunden. Der Porsche 991 war das erste Serienfahrzeug mit einem Siebengang-Handschaltgetriebe.
Seit Beginn des Jahres 2012 ist der 991 auch in zwei Cabrio-Versionen mit gleichen Motorleistungen wie die beiden Coupé-Versionen Carrera und Carrera S erhältlich.
Seit Juli 2012 werden außer den heckangetriebenen Sportwagen auch die allradgetriebenen Carrera 4 und Carrera 4S angeboten. Von außen unterscheiden sich diese Fahrzeuge durch eine 44 mm breitere Karosserie und ein zwischen den beiden Rückleuchten durchgehendes schmales rotes Heckleuchtenband von den Fahrzeugen mit Heckantrieb. Als Motoren stehen unverändert die 257-kW- und 294-kW-Sechszylinder-Motoren zur Verfügung.
Die beiden leistungsstärksten Fahrzeuge sind der 911 Turbo mit 383 kW (520 PS) und der 911 Turbo S mit 412 kW (560 PS). Beide allradangetriebenen Wagen haben einen Sechszylinder-Boxermotor mit Bi-Turboaufladung. Wie bei den Vorgängern gehören zu beiden Turbo-Modellen breitere Kotflügel und ein großer Heckflügel, der in zwei Stufen herausgefahren wird, um bei hohen Geschwindigkeiten auf der Hinterachse einen hohen Anpressdruck für ein stabiles Fahrverhalten zu erzeugen.
2013 erhielten die Turbo-Modelle erstmals auch einen mehrfach verstellbaren dreiteiligen Frontspoiler aus einer Art Hartgummi, dessen äußere Teile bei einer Geschwindigkeit von 120 km/h automatisch ausfahren. Durch Tastendruck kann der Fahrer zusätzlich das mittlere Teil nach unten bewegen, um in Verbindung mit dem Heckflügel den Abtrieb des gesamten Wagens zu erhöhen. Unterhalb von 80 km/h fährt das System in die Ausgangsposition zurück.
Im Jahre 2013 wurde anlässlich des 50. Jubiläums des Typs 911 auch ein Sondermodell aufgelegt; die Modellbezeichnung am Heck ist dabei mit einer roten "50" ergänzt.
Für den privaten Motorsporteinsatz bietet Porsche den 911 GT3 an. Der Wagen hat einen nicht aufgeladenen Sechszylinder-Boxermotor, der maximal 350 kW (475 PS) bei 8250/min leistet. Der heckangetriebene Wagen ist leichter als die Standardmodelle und mit aerodynamischen Hilfsmitteln wie Frontspoiler und feststehendem Heckflügel ausgestattet.
Der GT3 wird nicht mehr wie die Vorgängermodelle mit einem Handschaltgetriebe, sondern mit einem elektrisch geschalteten Doppelkupplungsgetriebe mit sieben Gängen ausgestattet, bei dem der Fahrer die Gänge durch Druck auf Schaltwippen am Lenkrad oder Vor- und Zurückdrücken des Wahlhebels wählen kann. Im Automatikmodus steuert eine Schaltautomatik die Gangauswahl.
Auf der IAA 2015 präsentierte Porsche eine umfassende Modellpflege. Die beiden Grundversionen des 911 (911 Carrera und 911 Carrera S) werden ab Dezember 2015 erstmals in der Geschichte des 911 mit Turbo- statt Saugmotor ausgeliefert. Dies führt zu einer deutlich höheren Durchzugskraft aus niedrigen Drehzahlen heraus, jedoch verliert der 911er den charakteristischen Klang des Saugmotors. Darüber hinaus wurde das Aussehen leicht verändert.
Im Juni 2017 präsentierte Porsche den 911 GT2 RS mit einer Leistung von 515 kW (700 PS) bei 7000/min aus einem Sechszylinder-Boxermotor mit Bi-Turboaufladung. Dieses Fahrzeug hält den Rundenrekord für straßenzugelassene Sportwagen auf der Nordschleife des Nürburgrings (Stand Februar 2019).

### 8. Generation: Porsche 992 (ab 2019)

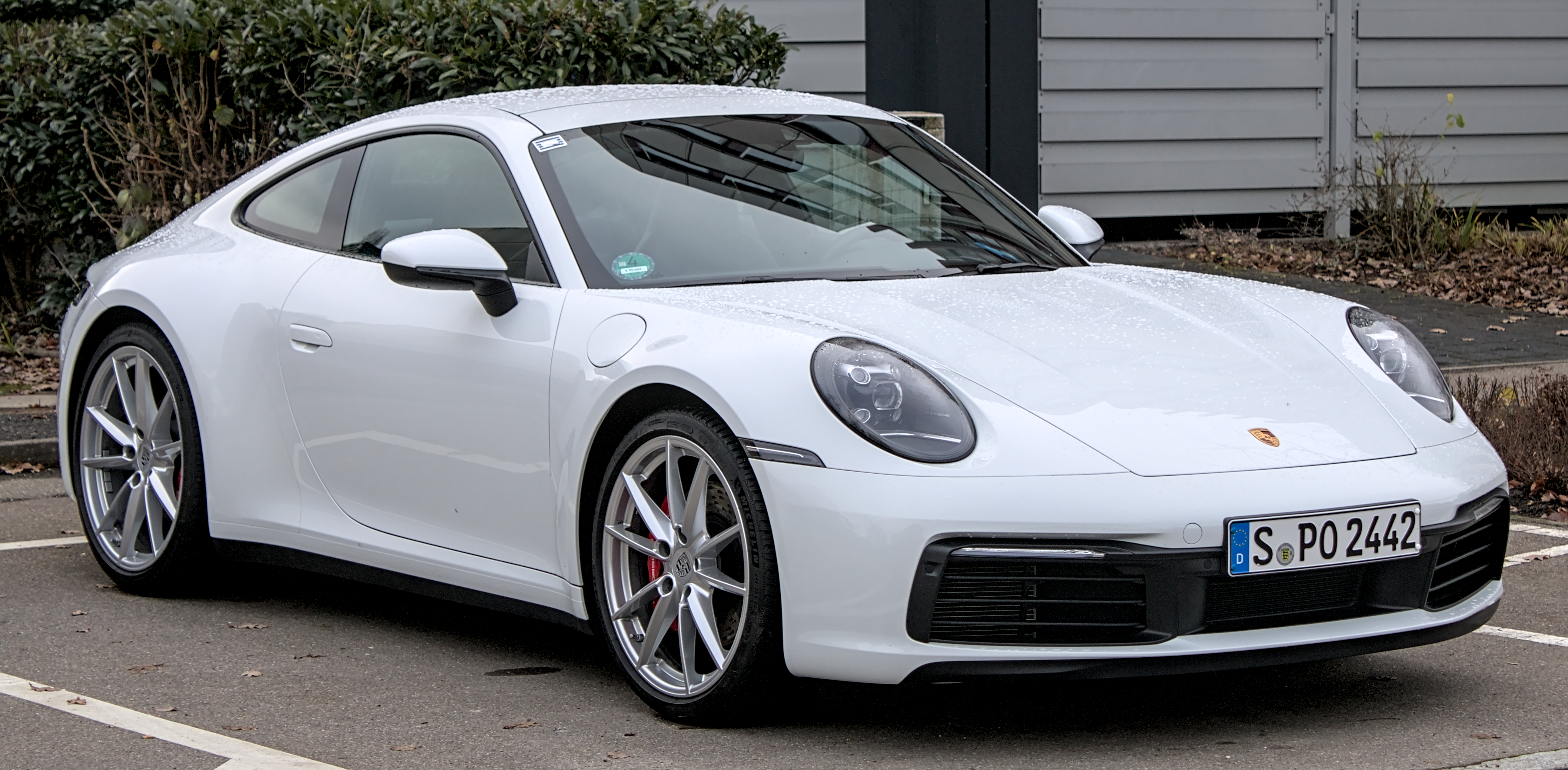
Porsche 992

Der Porsche 992 bildet die 8. Generation des Porsche 911. Das Modell wurde am Vorabend der LA Auto Show am 27. November 2018 in Los Angeles vorgestellt.

## Tabellarische Darstellung der Entwicklung des 911
| Porsche 911 Modellhistorie |        |        |        |              |              |              |              |              |              |              |              |              |              |        |        |        |        |        |        |        |        |        |        |        |        |        |        |        |        |        |        |        |        |        |        |        |        |        |        |        |        |        |        |        |        |        |        |        |        |        |        |        |        |        |        |        |        |        |        |        |        |        |        |        |        |
| Modell                     | 1960er | 1960er | 1960er | 1960er       | 1960er       | 1960er       | 1960er       | 1960er       | 1960er       | 1960er       | 1970er       | 1970er       | 1970er       | 1970er | 1970er | 1970er | 1970er | 1970er | 1970er | 1970er | 1980er | 1980er | 1980er | 1980er | 1980er | 1980er | 1980er | 1980er | 1980er | 1980er | 1990er | 1990er | 1990er | 1990er | 1990er | 1990er | 1990er | 1990er | 1990er | 1990er | 2000er | 2000er | 2000er | 2000er | 2000er | 2000er | 2000er | 2000er | 2000er | 2000er | 2010er | 2010er | 2010er | 2010er | 2010er | 2010er | 2010er | 2010er | 2010er | 2010er | 2020er | 2020er | 2020er | 2020er | 2020er |
| Modell                     | 0      | 1      | 2      | 3            | 4            | 5            | 6            | 7            | 8            | 9            | 0            | 1            | 2            | 3      | 4      | 5      | 6      | 7      | 8      | 9      | 0      | 1      | 2      | 3      | 4      | 5      | 6      | 7      | 8      | 9      | 0      | 1      | 2      | 3      | 4      | 5      | 6      | 7      | 8      | 9      | 0      | 1      | 2      | 3      | 4      | 5      | 6      | 7      | 8      | 9      | 0      | 1      | 2      | 3      | 4      | 5      | 6      | 7      | 8      | 9      | 0      | 1      | 2      | 3      | 4      |
| 911                        |        |        |        | Ur-/F-Modell | Ur-/F-Modell | Ur-/F-Modell | Ur-/F-Modell | Ur-/F-Modell | Ur-/F-Modell | Ur-/F-Modell | Ur-/F-Modell | Ur-/F-Modell | Ur-/F-Modell |        |        |        |        |        |        |        |        |        |        |        |        |        |        |        |        |        |        |        |        |        |        |        |        |        |        |        |        |        |        |        |        |        |        |        |        |        |        |        |        |        |        |        |        |        |        |        |        |        |        |        |        |
| 911                        |        |        |        |              |              |              |              |              |              |              |              |              | G-Modell     |        |        |        |        |        |        |        |        |        |        |        |        |        |        |        |        |        |        |        |        |        |        |        |        |        |        |        |        |        |        |        |        |        |        |        |        |        |        |        |        |        |        |        |        |        |        |        |        |        |        |        |        |
| 964                        |        |        |        |              |              |              |              |              |              |              |              |              |              |        |        |        |        |        |        |        |        |        |        |        |        |        |        |        |        | 964    | 964    | 964    | 964    | 964    |        |        |        |        |        |        |        |        |        |        |        |        |        |        |        |        |        |        |        |        |        |        |        |        |        |        |        |        |        |        |        |
| 993                        |        |        |        |              |              |              |              |              |              |              |              |              |              |        |        |        |        |        |        |        |        |        |        |        |        |        |        |        |        |        |        |        |        | 993    | 993    | 993    | 993    | 993    | 993    |        |        |        |        |        |        |        |        |        |        |        |        |        |        |        |        |        |        |        |        |        |        |        |        |        |        |
| 996                        |        |        |        |              |              |              |              |              |              |              |              |              |              |        |        |        |        |        |        |        |        |        |        |        |        |        |        |        |        |        |        |        |        |        |        |        |        |        | 996    | 996    | 996    | 996    | 996    | 996    | 996    | 996    | 996    |        |        |        |        |        |        |        |        |        |        |        |        |        |        |        |        |        |        |
| 997                        |        |        |        |              |              |              |              |              |              |              |              |              |              |        |        |        |        |        |        |        |        |        |        |        |        |        |        |        |        |        |        |        |        |        |        |        |        |        |        |        |        |        |        |        | 997    | 997    | 997    | 997    | 997    | 997    | 997    | 997    | 997    | 997    |        |        |        |        |        |        |        |        |        |        |        |
| 991                        |        |        |        |              |              |              |              |              |              |              |              |              |              |        |        |        |        |        |        |        |        |        |        |        |        |        |        |        |        |        |        |        |        |        |        |        |        |        |        |        |        |        |        |        |        |        |        |        |        |        |        | 991    | 991    | 991    | 991    | 991    | 991    | 991    | 991    | 991    |        |        |        |        |        |
| 992                        |        |        |        |              |              |              |              |              |              |              |              |              |              |        |        |        |        |        |        |        |        |        |        |        |        |        |        |        |        |        |        |        |        |        |        |        |        |        |        |        |        |        |        |        |        |        |        |        |        |        |        |        |        |        |        |        |        |        |        | 992    | 992    | 992    | 992    | 992    | 992    |

## Stückzahlen

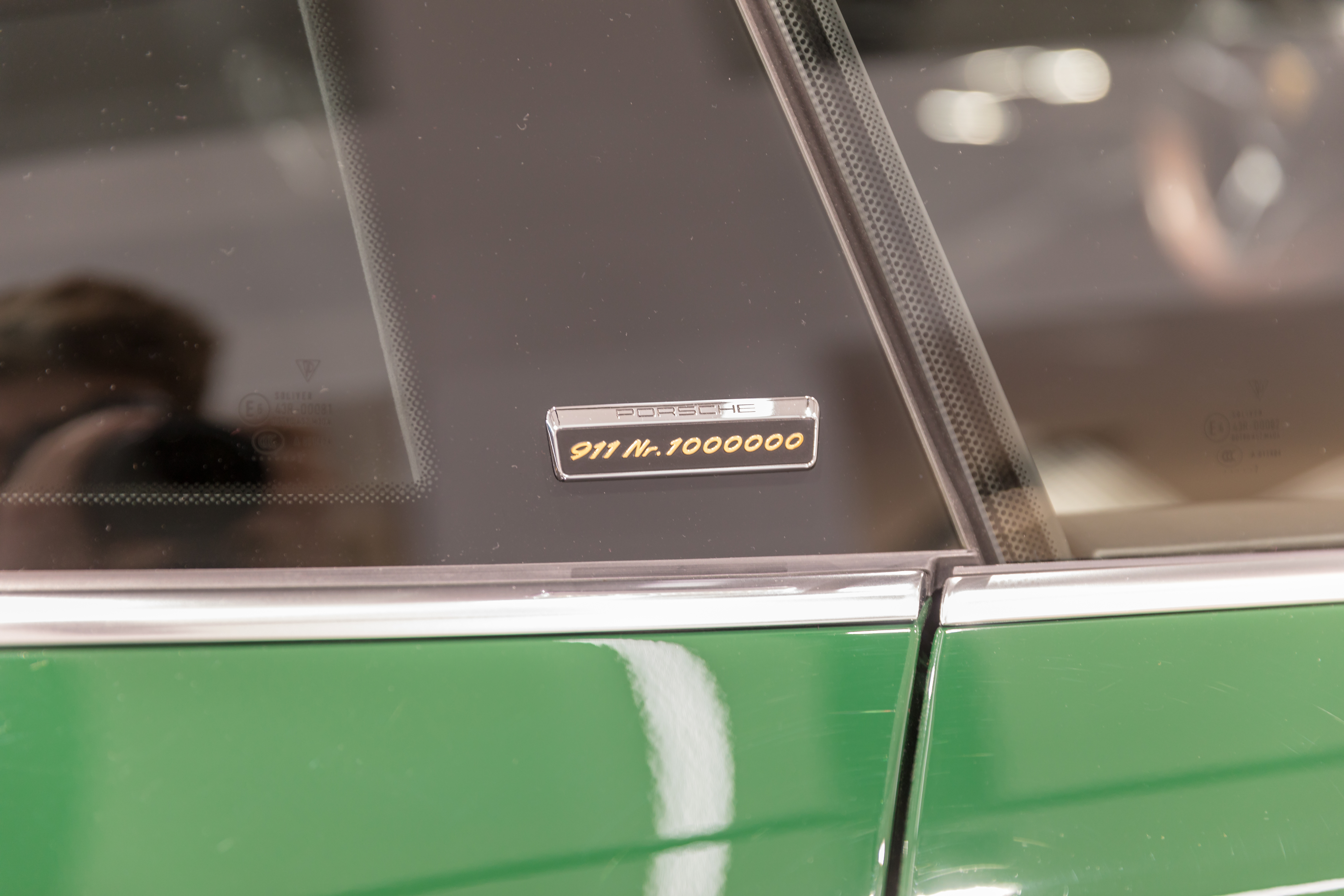
Plakette am einmillionsten Porsche 911

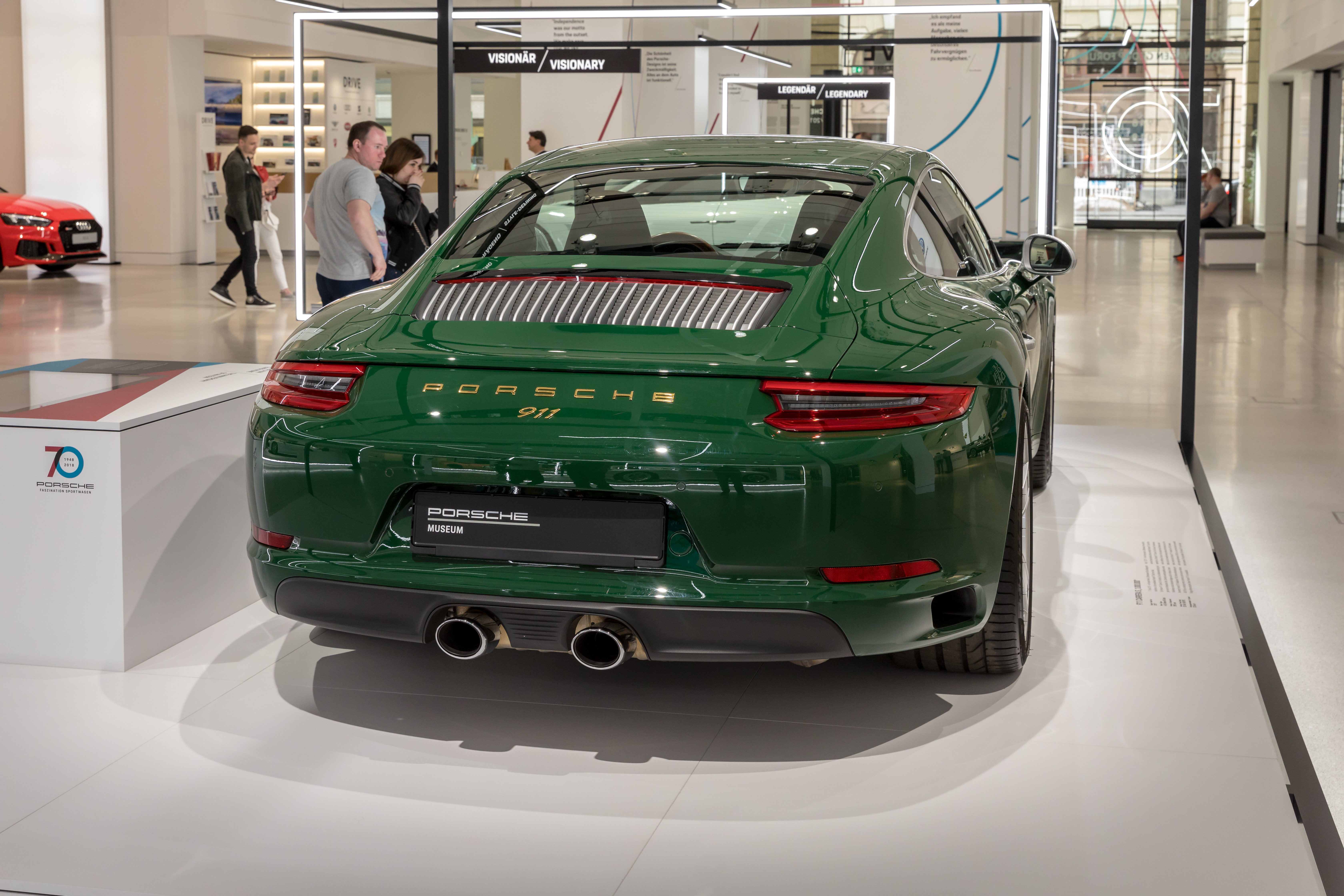
Porsche 911 Nr. 1.000.000

Der Porsche 911 wurde von 1963 bis 2009 je Modellreihe in folgenden Stückzahlen produziert.
| Modell           | Gesamtproduktion Fahrzeuge | Bauzeitraum | produziert / Jahr |
| ---------------- | -------------------------- | ----------- | ----------------- |
| 911 Ur-/F-Modell | 81.032                     | 1963–1972   | 08.103            |
| 911 G-Modell     | 193.605                    | 1973–1989   | 11.388            |
| 964              | 63.753                     | 1989–1993   | 12.750            |
| 993              | 68.839                     | 1993–1998   | 11.473            |
| 996              | 185.843                    | 1998–2006   | 20.649            |
| 997              | 218.443 1                  | 2004–2013   | 21.843            |
| 991              | 233.540                    | 2013–2019   | 25.948            |
| 992              |                            | seit 2018   |                   |

Am 11. Mai 2017 rollte der einmillionste Porsche 911 vom Band. Das in Grün lackierte Fahrzeug verblieb in Firmenbesitz und ist seit 2018 Teil der Ausstellung Driven by Dreams. 75 Jahre Porsche Sportwagen im Berliner Automuseum Volkswagen Group Forum.

## Fahrzeugentwicklungen auf Basis des 911

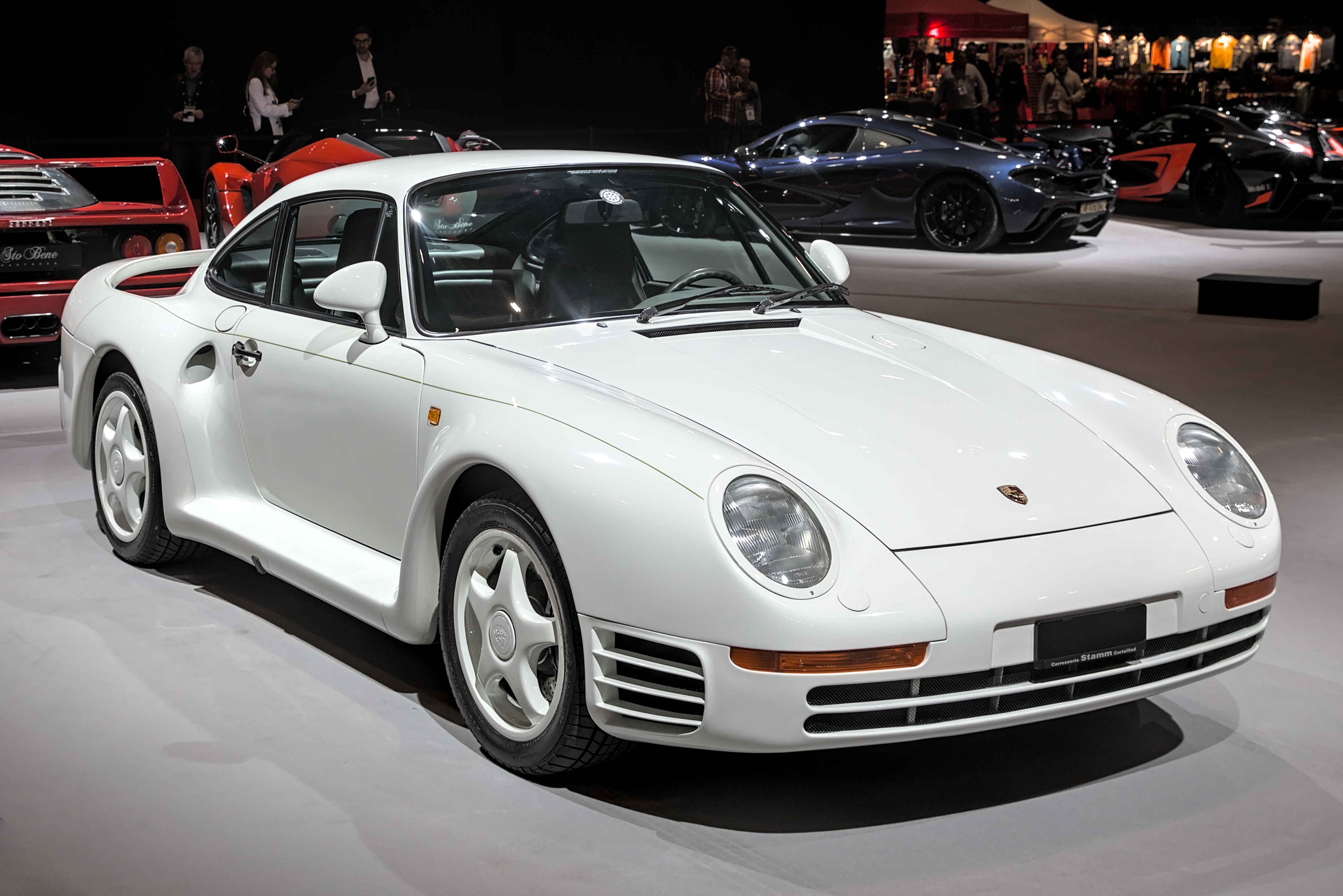
Porsche 959

Eine der bekanntesten Entwicklungen auf Basis des 911 ist der Porsche 959, der 1983 auf der IAA in Frankfurt als Gruppe-B-Studie vorgestellt wurde.
Anfang der 1980er Jahre plante Porsche neben seinen vielen Rundstreckensiegen auch im Rallyesport Erfolge einzufahren. Dafür konstruierte die Fahrzeugentwicklung auf Grundlage des 911 ein komplett neues Fahrzeug mit der Bezeichnung 959. Um die Homologation für die Gruppe B zu erreichen, mussten mindestens 200 straßenzugelassene Fahrzeuge gebaut werden. Die Konstruktion des 959 enthielt für die damalige Zeit viele technische Neuerungen und galt als ein Maßstab im Automobilbau. Ausgeliefert wurden die ersten Straßenfahrzeuge erst im April 1987, da wegen der technischen Komplexität eine Serienproduktion nicht möglich war.
Angetrieben wurde der 959 von einem Sechszylinder-Boxermotor mit 2,85-Liter-Hubraum, der mittels zweier Turbolader und Ladeluftkühler eine Leistung von 331 kW (450 PS) erreichte. Das Fahrzeug hatte einen Allradantrieb, der sich den Fahrbahngegebenheiten selbstständig anpasste. Die Bremsanlage war schon mit einem Antiblockiersystem ausgerüstet.
Der 959 gewann 1986 die Rallye Paris-Dakar, nachdem im Vorjahr die Fahrzeuge die Rallye vorzeitig aufgeben mussten.

## Motorsport
Schon vor dem 911 hatten Fahrzeuge von Porsche den Ruf, besonders sportlich zu sein. Das wurde durch Rennwagen wie etwa den Porsche 904 und den Porsche 906 Anfang der 1960er Jahre auf den Rennstrecken der ganzen Welt, unter anderem auf der Nürburgring-Nordschleife und bei der Targa Florio, durch zahlreiche Rennsiege begründet.
Ein Ziel des Motorsports für Porsche war, die bei der Entwicklung von Rennfahrzeugen gewonnenen Erfahrungen und Kenntnisse in die Serienfahrzeuge einfließen zu lassen.
Dieses Wissen wurde bei der Entwicklung des Porsche 911 angewendet. Dadurch war die Gesamtkonstruktion des 911 geeignet, ohne gravierende Änderungen in Rennen eingesetzt zu werden.
Diese Tradition, eine enge Verbindung zwischen Straßenfahrzeugen und reinen Rennfahrzeugen auf Basis des 911 einzugehen, ist in der 50-jährigen Geschichte des Porsche 911 ungebrochen. Insgesamt ist der 911 mit seinen Rennversionen der erfolgreichste Rennwagen, der je gebaut wurde. Dies war vielleicht 1964 noch nicht zu ahnen, als der Journalist Reinhard Seiffert in Heft 8 der Zeitschrift Auto, Motor und Sport schrieb: „Keine Frage: der neue Sportwagen, der ab Ende August in Zuffenhausen produziert wird, ist eines der interessantesten Autos der Welt. Er ist ausschließlich als Reisefahrzeug gedacht, nicht für den Gran Turismo-Sport.“
| Fahrzeugklasse                                                            | Zeitleiste der Porsche-911-GT-Rennwagen | Zeitleiste der Porsche-911-GT-Rennwagen | Zeitleiste der Porsche-911-GT-Rennwagen | Zeitleiste der Porsche-911-GT-Rennwagen | Zeitleiste der Porsche-911-GT-Rennwagen | Zeitleiste der Porsche-911-GT-Rennwagen | Zeitleiste der Porsche-911-GT-Rennwagen | Zeitleiste der Porsche-911-GT-Rennwagen | Zeitleiste der Porsche-911-GT-Rennwagen | Zeitleiste der Porsche-911-GT-Rennwagen | Zeitleiste der Porsche-911-GT-Rennwagen | Zeitleiste der Porsche-911-GT-Rennwagen | Zeitleiste der Porsche-911-GT-Rennwagen | Zeitleiste der Porsche-911-GT-Rennwagen | Zeitleiste der Porsche-911-GT-Rennwagen | Zeitleiste der Porsche-911-GT-Rennwagen | Zeitleiste der Porsche-911-GT-Rennwagen | Zeitleiste der Porsche-911-GT-Rennwagen | Zeitleiste der Porsche-911-GT-Rennwagen | Zeitleiste der Porsche-911-GT-Rennwagen | Zeitleiste der Porsche-911-GT-Rennwagen | Zeitleiste der Porsche-911-GT-Rennwagen | Zeitleiste der Porsche-911-GT-Rennwagen | Zeitleiste der Porsche-911-GT-Rennwagen | Zeitleiste der Porsche-911-GT-Rennwagen |
| Fahrzeugklasse                                                            | 1990er                                  | 1990er                                  | 1990er                                  | 1990er                                  | 1990er                                  | 2000er                                  | 2000er                                  | 2000er                                  | 2000er                                  | 2000er                                  | 2000er                                  | 2000er                                  | 2000er                                  | 2000er                                  | 2000er                                  | 2010er                                  | 2010er                                  | 2010er                                  | 2010er                                  | 2010er                                  | 2010er                                  | 2010er                                  | 2010er                                  | 2010er                                  | 2010er                                  |
| Fahrzeugklasse                                                            | 5                                       | 6                                       | 7                                       | 8                                       | 9                                       | 0                                       | 1                                       | 2                                       | 3                                       | 4                                       | 5                                       | 6                                       | 7                                       | 8                                       | 9                                       | 0                                       | 1                                       | 2                                       | 3                                       | 4                                       | 5                                       | 6                                       | 7                                       | 8                                       | 9                                       |
| FIA GT1                                                                   | 993 GT2 Evo                             | 993 GT1                                 | 996 GT1 Evo                             | 996 GT1 ’98                             |                                         |                                         |                                         |                                         |                                         |                                         |                                         |                                         |                                         |                                         |                                         |                                         |                                         |                                         |                                         |                                         |                                         |                                         |                                         |                                         |                                         |
| FIA GT2/GT (bis 2004) ACO GTS (bis 2004)                                  | 993 GT2                                 | 993 GT2                                 | 993 GT2                                 | 993 GT2                                 | 993 GT2                                 | 993 GT2                                 |                                         |                                         |                                         |                                         |                                         |                                         |                                         |                                         |                                         |                                         |                                         |                                         |                                         |                                         |                                         |                                         |                                         |                                         |                                         |
| FIA N-GT (bis 2004) ACO GT (bis 2004) FIA GT2 (ab 2005) ACO GTE (ab 2011) |                                         |                                         |                                         |                                         | 996 GT3 R                               | 996 GT3 R                               | 996 GT3 RS                              | 996 GT3 RS                              | 996 GT3 RS                              | 996 GT3 RSR                             | 996 GT3 RSR                             | 997 GT3 RSR                             | 997 GT3 RSR                             | 997 GT3 RSR                             | 997 GT3 RSR                             | 997 GT3 RSR                             | 997 GT3 RSR                             | 997 GT3 RSR                             | 991 RSR                                 | 991 RSR                                 | 991 RSR                                 | 991 RSR                                 | 991 RSR                                 | 991 RSR                                 | 991 RSR                                 |
| FIA GT3                                                                   |                                         |                                         |                                         |                                         |                                         |                                         |                                         |                                         |                                         |                                         |                                         | 997 GT3 Cup                             | 997 GT3 Cup                             | 997 GT3 Cup S                           | 997 GT3 Cup S                           | 997 GT3 R                               | 997 GT3 R                               | 997 GT3 R                               | 997 GT3 R                               | 997 GT3 R                               | 997 GT3 R                               | 991 GT3 R                               | 991 GT3 R                               | 991 GT3 R                               | 991 GT3 R                               |
| Porsche Carrera Cup                                                       | 993 Cup 3.8                             | 993 Cup 3.8                             | 993 Cup 3.8                             | 996 GT3 Cup                             | 996 GT3 Cup                             | 996 GT3 Cup                             | 996 GT3 Cup                             | 996 GT3 Cup                             | 996 GT3 Cup                             | 996 GT3 Cup                             | 997 GT3 Cup                             | 997 GT3 Cup                             | 997 GT3 Cup                             | 997 GT3 Cup                             | 997 GT3 Cup                             | 997 GT3 Cup                             | 997 GT3 Cup                             | 997 GT3 Cup                             | 991 GT3 Cup                             | 991 GT3 Cup                             | 991 GT3 Cup                             | 991 GT3 Cup                             | 991 GT3 Cup                             | 991 GT3 Cup                             | 991 GT3 Cup                             |

### Geschichte

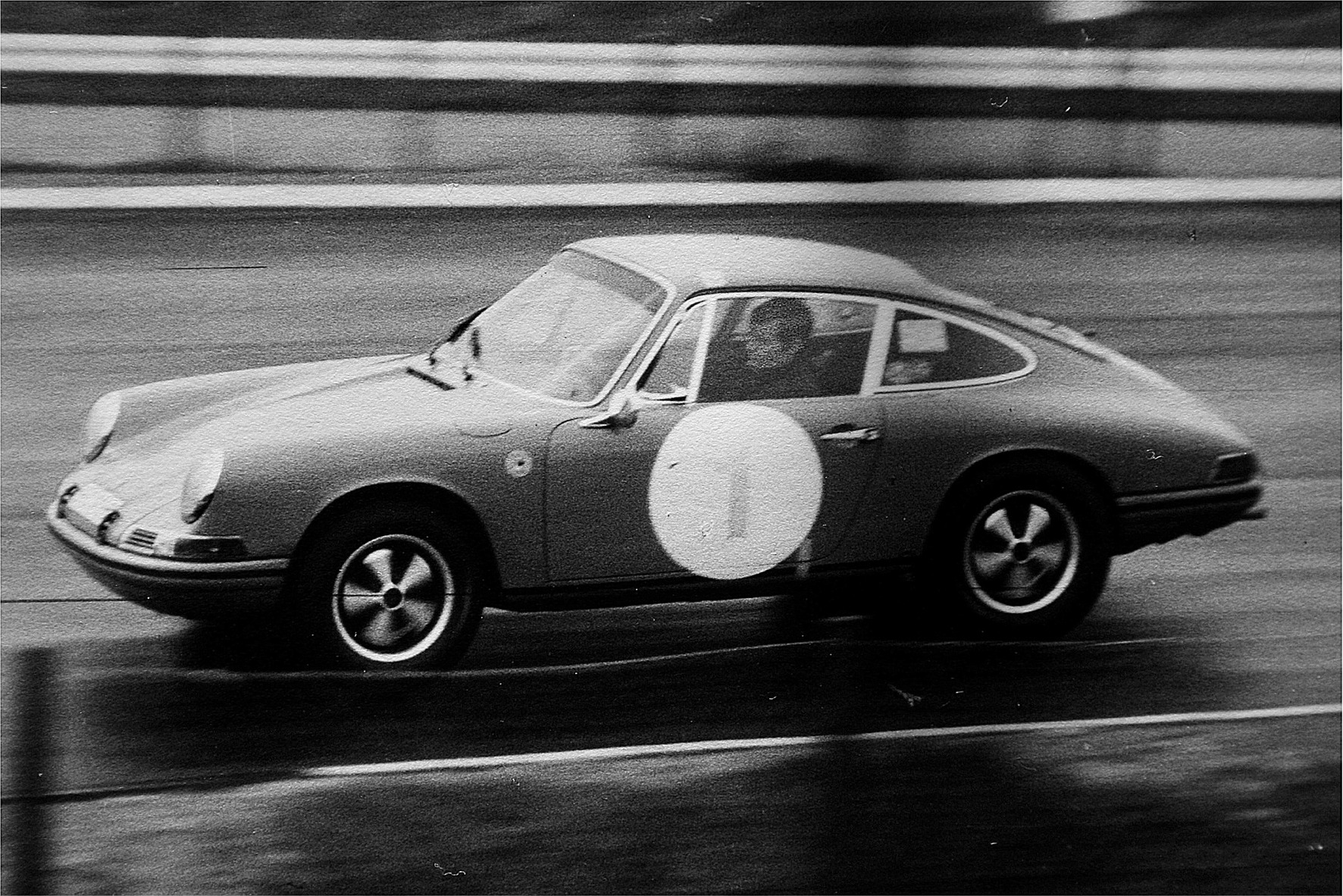
Jean-Claude Killy 1968 im Porsche 911 auf dem Nürburgring

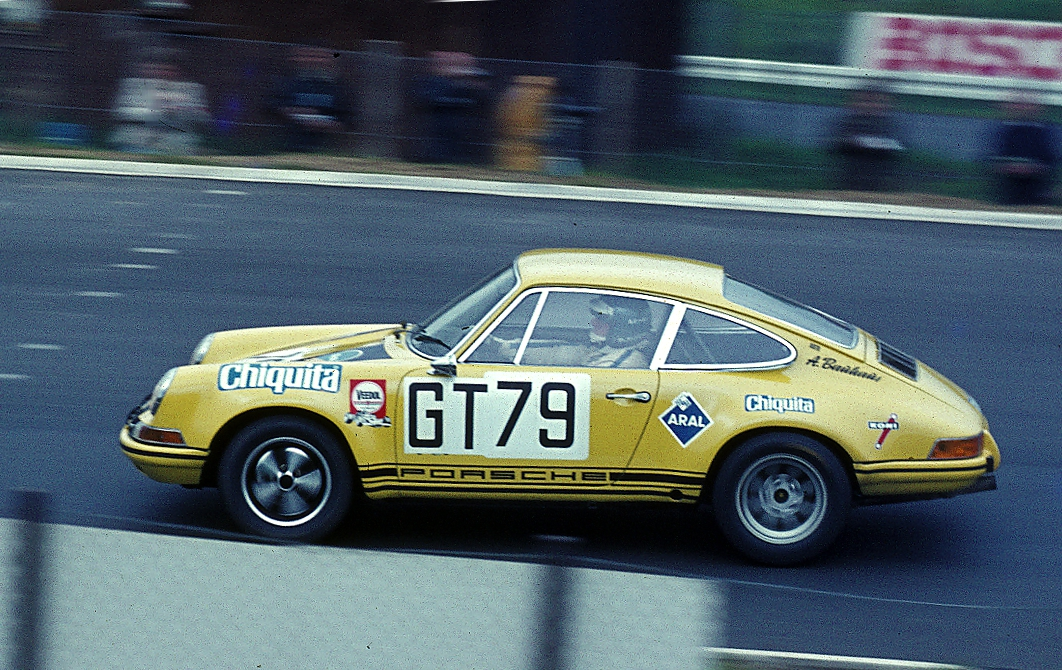
Porsche 911 S 1970 auf dem Nürburgring

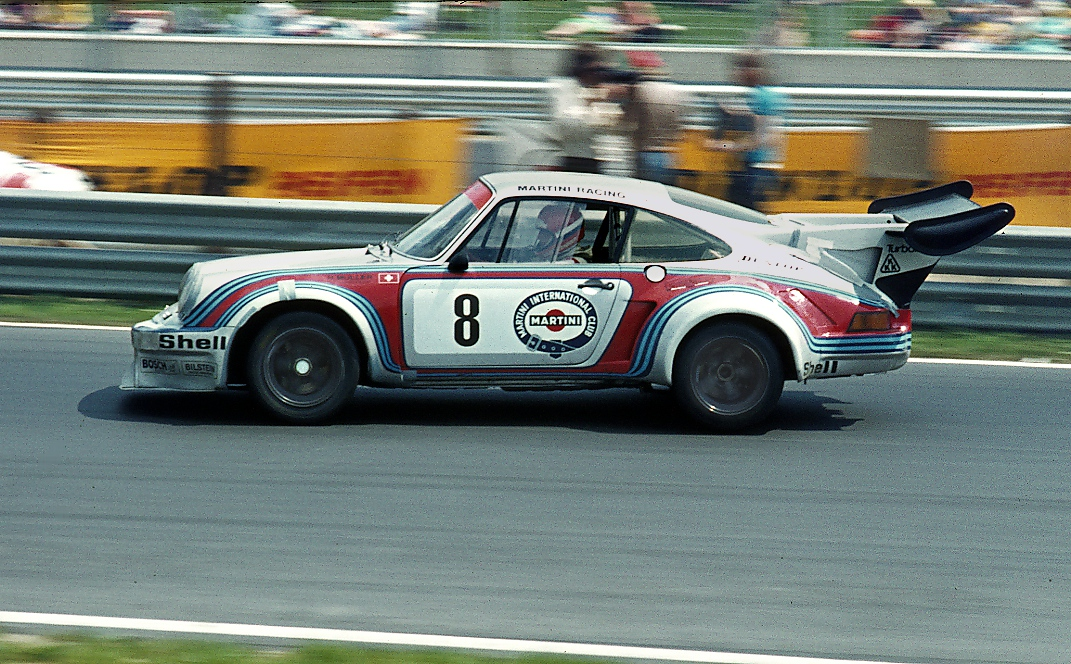
Porsche 911 Carrera RSR Turbo 2.1 beim 1000-km-Rennen auf dem Nürburgring 1974

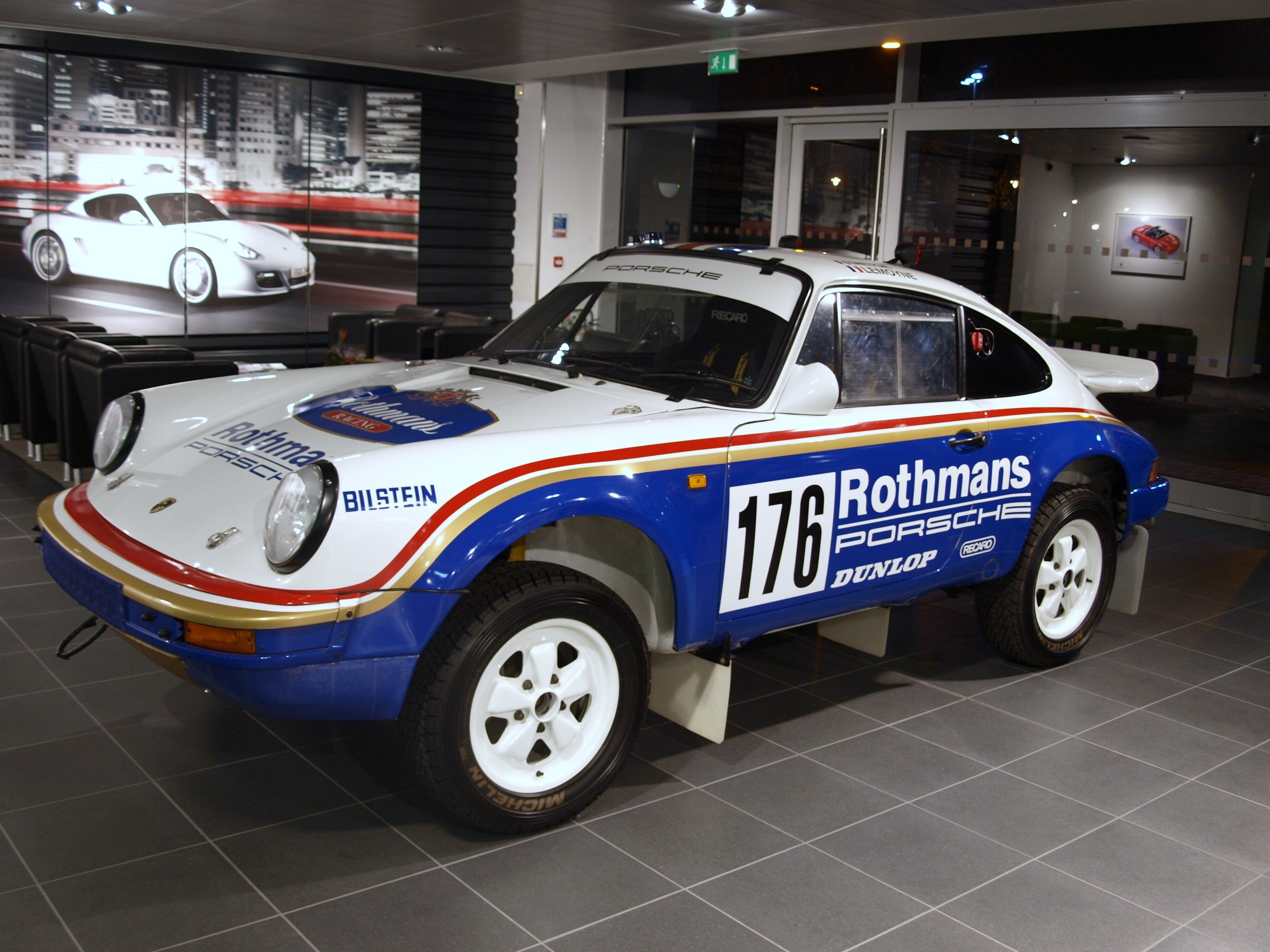
Porsche 953, Siegerwagen der Paris-Dakar 1984

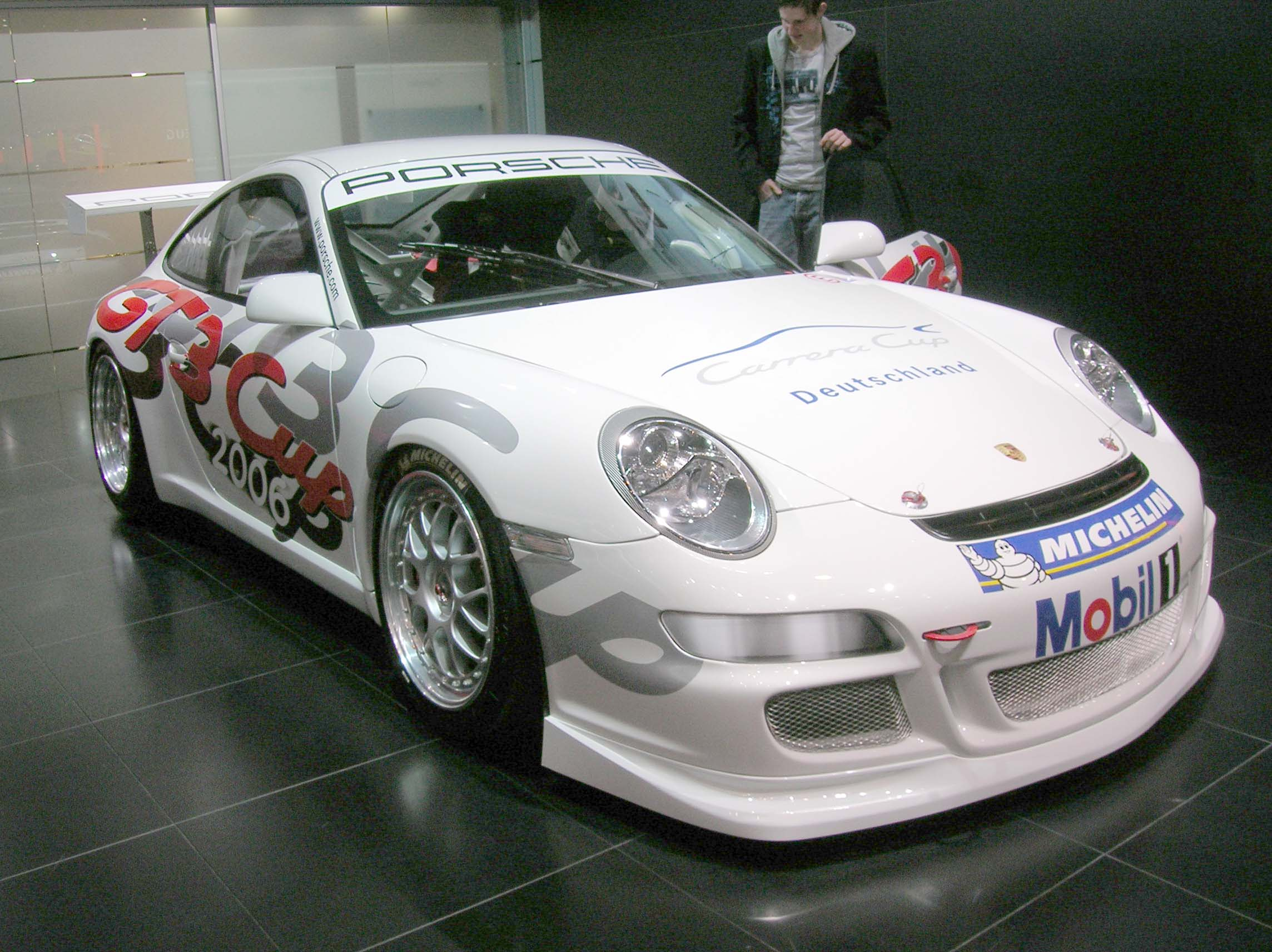
Der 294 kW (400 PS) starke Porsche 997 GT3 Cup aus dem Porsche Carrera Cup Deutschland der Jahre 2006 und 2007

Sein Renndebüt hatte der Porsche 911 in der Rallye Monte Carlo 1965, in der er Fünfter wurde und die Wertung der GT-Klasse gewann. Gefahren wurde er von Herbert Linge und dem späteren Porsche-Rennleiter Peter Falk. Dieser erste 911-Rennwagen fuhr auch später erfolgreich in der Rallye-Weltmeisterschaft mit.
Der legendäre Porsche 911 Carrera RS 2.7 war eine Weiterentwicklung speziell für GT-Meisterschaften und war mit einem Leergewicht von nur etwa 960 kg (bei der Sportversion) besonders leicht. Dieser Wagen errang in seiner ersten Rennsaison bereits drei internationale und sieben nationale Meisterschaften. Als Carrera RSR gewann er das 24-Stunden-Rennen in Daytona 1973 souverän gegen leistungsmäßig überlegene Prototypen der Konkurrenz, wie etwa Ferrari.
1976 setzte Porsche den Porsche 935, eine Entwicklung auf Basis des 911 Turbo, in den Langstreckenrennen der Markenweltmeisterschaft ein. Dieser 440 kW (600 PS) starke Rennwagen fuhr mit den berühmten Rennpiloten Jacky Ickx und Jochen Mass bei seinem ersten Rennen in Mugello den Gesamtsieg heraus.
Der 935 wurde in den Jahren weiterentwickelt und gewann für Porsche 1976 und 1977 die Langstrecken-Markenweltmeisterschaft in der damals gültigen Gruppe 5 der FIA.
1984 setzte Porsche wieder einen 911 in einer Rallye ein. In der Rallye Paris-Dakar startete ein besonders für diesen Wettkampf modifizierter Porsche 911, der Carrera 4×4 (Porsche 953), erfolgreich. Als Besonderheit war erstmals ein Allradantrieb in einen 911er eingebaut. Ebenfalls 1984 baute Porsche eine Sonderserie mit 21 leichtgewichtigen und leistungsgesteigerten 911-Coupés mit Gruppe-B-Homologation, den 911 SC RS (Porsche 954). Dieses Fahrzeug mit 3-Liter-Saugmotor und 184 kW (250 PS) sowie mit einem Leergewicht von nur 1057 kg bis etwa 960 kg (in der Rennversion) siegte gleich beim ersten Einsatz von Rothmanns in der 6000 Kilometer langen Qatar Rallye um die Middle-East-Meisterschaft.
Mit dem Porsche 959 knüpfte das Werk an den Erfolg des 911 Carrera 4×4. Der 959, der als Technologieträger die Porsche-911-Entwicklung später maßgeblich beeinflusste, gewann 1986 diese Rallye in einer besonderen Rennversion.

### Aktuell
Bereits in den 1980er Jahren zog sich Porsche als Werksteam von den Rennwettbewerben zurück und lieferte privaten Rennteams nur noch die Fahrzeuge.
Durch verschiedene Regeländerungen der FIA verlor der GT-Rennsport, der für Porsche das Hauptbetätigungsfeld war, immer mehr an Interesse und wurde verstärkt durch das Medienspektakel der Formel 1 verdrängt. Als Ersatz rief Porsche sogenannte Markenpokale ins Leben, bei denen Kundenteams Rennversionen des Porsche 911 GT3 einsetzen.
Seit den 2000er Jahren erfährt der GT-Motorsport eine Renaissance und erfreut sich wieder größerer Publikumsbeliebtheit. Porsche entwickelte daher Rennversionen des Porsche 911 GT3 für den Einsatz in markenübergreifenden Rennserien.

#### Porsche Carrera Cup
Die Porsche Carrera Cups werden in unterschiedlichen Ländern als nationale Markenpokale ausgetragen. Als erster nationaler Markenpokal für Rennversionen des Porsche 911 startete 1990 der Porsche Carrera Cup Deutschland. Mit der Zeit etablierten sich auch in anderen Ländern Ableger des Porsche Carrera Cups. 2012 wurden weltweit acht verschiedene Porsche Carrera Cups ausgetragen, darunter neben dem Markenpokal aus Deutschland auch die aus Frankreich, Großbritannien, Skandinavien, Italien, Japan, Asien und Australien.
Eingesetzt werden Rennwagen vom Typ 911 GT3 Cup, die allen Rennteams in identischer Ausstattung zur Verfügung stehen. Der 997 GT3 Cup des Modelljahres 2012 basiert auf dem Serienmodell 997 GT3 RS. Er hat einen weitgehend seriennahen 3,8-Liter-Sechszylinder-Boxermotor, der 331 kW (450 PS) leistet und eine Maximaldrehzahl von 8500/min erreicht. Die Kraft wird über ein sequentielles Sechsgang-Schaltgetriebe übertragen. Das Leergewicht des Fahrzeugs beträgt 1200 kg.

#### Porsche Supercup
Der Porsche Mobil 1 Supercup existiert seit 1993 und ist der internationale Überbau der Porsche-Markenpokale. Der Porsche Mobil 1 Supercup wird im Rahmenprogramm der FIA-Formel-1-Weltmeisterschaft auf den jeweiligen Formel-1-Rennstrecken ausgetragen.
Im Supercup werden neue Modelle in der Regel ein Jahr früher eingeführt als in den Carrera Cups. Ansonsten sind die im Supercup eingesetzten Wagen mit denen in den Carrera Cups weitgehend identisch. Der 997 GT3 Cup des Modelljahres 2012 unterscheidet sich in der Ausführung für den Supercup von der Ausführung für die Carrera Cups durch eine geänderte Auspuffanlage und die Porsche-Keramik-Verbundbremse PCCB.

#### Porsche Sports Cup
Der Porsche Sports Cup Deutschland wird seit 2005 als Kundensportserie ausgetragen. Er soll das Bindeglied zwischen dem Amateursport und den Markenpokalen für Profirennfahrer darstellen. Bei den Rennen treten die Teilnehmer in verschiedenen Serien und Klassen an, da sowohl straßenzugelassene als auch für den Rennsport umgerüstete Porsche beteiligt sein können.

#### Rennversionen für markenübergreifende Rennserien
Neben den Rennwagen des Typs 911 GT3 Cup für den Einsatz in Porsche-Markenpokalen hat Porsche auch weitere Rennversionen des 911 GT3 für markenübergreifende Rennserien entwickelt. Diese sind an die Reglements der GT-Klassen der FIA beziehungsweise der ACO angepasst und kommen in den Rennserien zum Einsatz, die nach diesen Reglements gefahren werden.
Auf dem Reglement der FIA-Gruppe GT2 und später der ACO-Gruppe LMGTE entstand der Porsche 911 GT3 RSR. Er bildet die Speerspitze im Porsche-Kundensportprogramm. Der 997 GT3 RSR des Modelljahres 2012 basiert auf dem Serienmodell 997 GT3 RS. Er verfügt über einen 4-Liter-Sechszylinder-Boxermotor, der mit einem vom Reglement vorgegebenen Luftmengenbegrenzer 338 kW (460 PS) leistet. Die Kraft wird über ein sequentielles Sechsgang-Schaltgetriebe übertragen, das über Schaltwippen am Lenkrad betätigt wird. Das Rennfahrzeug ist für den Einsatz beim 24-Stunden-Rennen von Le Mans, der FIA World Endurance Championship, der European Le Mans Series, der American Le Mans Series oder der International GT Open vorgesehen. Der Kaufpreis beträgt 498.000 Euro zuzüglich Mehrwertsteuer.
Mit dem Aufkommen der FIA-Gruppe GT3 entwickelte Porsche auch Rennfahrzeuge nach diesem Reglement. Den Anfang machte der 997 GT3 Cup S, der später vom 997 GT3 R abgelöst wurde. Diese Modelle rangieren im Porsche-Kundensportprogramm zwischen dem 997 GT3 RSR und dem 997 GT3 Cup. Der 997 GT3 R des Modelljahres 2012 basiert auf dem Serienmodell 997 GT3 RS. Der Wagen hat ein Leergewicht von 1200 kg und verfügt über einen 4-Liter-Sechszylinder-Boxermotor, der 368 kW (500 PS) leistet. Die Kraft wird über ein sequentielles Sechsgang-Schaltgetriebe übertragen, das über Schaltwippen am Lenkrad betätigt wird. Das Rennfahrzeug kommt unter anderem in der FIA-GT1-Weltmeisterschaft, der FIA-GT3-Europameisterschaft, der Blancpain Endurance Series, dem ADAC GT Masters oder der VLN Langstreckenmeisterschaft Nürburgring zum Einsatz. Der Kaufpreis beträgt 304.500 Euro zuzüglich Mehrwertsteuer.
Darüber hinaus existiert seit 2010 der 997 GT3 R Hybrid, Porsches erstes Rennfahrzeug mit Hybridantrieb. Er verfügt über einen 342 kW (465 PS) starken 4-Liter-Sechszylinder-Boxermotor und einen Schwungradspeicher. Zwei je 75 kW (102 PS) starke Elektromotoren treiben die Vorderräder an. Das Fahrzeug wird als Technologieträger ausschließlich werksseitig eingesetzt und ist nicht käuflich zu erwerben.
Auf dem Genfer Autosalon 2016 stellte Porsche ein limitiertes Sondermodell des 911 vor: Den Porsche 911 R – einen sehr puristischen Sportwagen. Dieses Modell knüpft an den Leichtbau seines Vorgängers an. Der sogenannte Hochleistungssportwagen verfügt über einen Vierliter-Boxer-Saugmotor und ein Sechsgang-Schaltgetriebe.

## Trivia
Die 911 bildet im Ortsnetz Stuttgart die Kopfnummer des Telefonanschlusses der Dr. Ing. h. c. F. Porsche AG. Über diesen Anlagenanschluss sind alle Porsche-Standorte in Baden-Württemberg erreichbar.